# Guerre d'Irak dans la province d'Al-Anbar
 (mars 2020).
La mise en forme du texte ne suit pas les recommandations de Wikipédia : il faut le « wikifier ».
Les points d'amélioration suivants sont les cas les plus fréquents. Le détail des points à revoir est peut-être précisé sur la page de discussion.
- Les titres sont pré-formatés par le logiciel. Ils ne sont ni en capitales, ni en gras.
- Le texte ne doit pas être écrit en capitales (les noms de famille non plus), ni en gras, ni en italique, ni en « petit »…
- Le gras n'est utilisé que pour surligner le titre de l'article dans l'introduction, une seule fois.
- L'italique est rarement utilisé : mots en langue étrangère, titres d'œuvres, noms de bateaux, etc.
- Les citations ne sont pas en italique mais en corps de texte normal. Elles sont entourées par des guillemets français : « et ».
- Les listes à puces sont à éviter, des paragraphes rédigés étant largement préférés. Les tableaux sont à réserver à la présentation de données structurées (résultats, etc.).
- Les appels de note de bas de page (petits chiffres en exposant, introduits par l'outil «  Source ») sont à placer entre la fin de phrase et le point final[comme ça].
- Les liens internes (vers d'autres articles de Wikipédia) sont à choisir avec parcimonie. Créez des liens vers des articles approfondissant le sujet. Les termes génériques sans rapport avec le sujet sont à éviter, ainsi que les répétitions de liens vers un même terme.
- Les liens externes sont à placer uniquement dans une section « Liens externes », à la fin de l'article. Ces liens sont à choisir avec parcimonie suivant les règles définies. Si un lien sert de source à l'article, son insertion dans le texte est à faire par les notes de bas de page.
- La présentation des références doit suivre les conventions bibliographiques. Il est recommandé d'utiliser les modèles {{Ouvrage}}, {{Chapitre}}, {{Article}}, {{Lien web}} et/ou {{Bibliographie}}. Le mode d'édition visuel peut mettre en forme automatiquement les références.
- Insérer une infobox (cadre d'informations à droite) n'est pas obligatoire pour parachever la mise en page.

Pour une aide détaillée, merci de consulter Aide:Wikification.
Si vous pensez que ces points ont été résolus, vous pouvez retirer ce bandeau et améliorer la mise en forme d'un autre article.
Guerre d'Irak
La guerre en Irak dans la province d'Al Anbar, également connue sous le nom de campagne d'Al Anbar, consista en une série d'affrontements entre l'armée américaine, les forces du gouvernement Iraqien, et la guérilla irakienne sunnite dans la province irakienne occidentale d'Al-Anbar. La guerre en Irak dura de 2003 à 2011. Toutefois, la plupart des combats et la majeure partie de la campagne de contre-insurrection à Al-Anbar eut lieu entre avril 2004 et septembre 2007. Après une première phase d'intense guerre urbaine, principalement entre des insurgés et des Marines américains, les combats évoluèrent par la suite et les insurgés se concentrèrent durant les dernières années sur des embuscades contre les forces de sécurité américaines et irakiennes, menées à l'aide d'engins explosifs improvisés (IED), des attaques à grande échelle contre des avant-postes de combat ainsi que des attentats à la voiture piégée. Le bilan des pertes fait état de près de 9 000 Irakiens et de 1 335 Américains tués au cours de la campagne. Une majeure partie de ces morts eurent lieu dans la vallée de l'Euphrate et dans le triangle sunnite autour des villes de Fallujah et Ramadi.
Al Anbar, la seule province sunnite d'Irak, connut peu de combats lors de l'invasion initiale. Après la chute de Bagdad, elle fut occupée par la 82nd Airborne Division de l'armée américaine. Les violences éclatèrent le 28 avril 2003 lorsque 17 Irakiens furent tués à Fallujah par des soldats américains lors d'une manifestation anti-américaine. Début 2004, l'armée américaine confia le commandement du gouvernorat aux Marines. En avril 2004, les révoltes s'étendirent à l'ensemble du gouvernorat. Des combats de forte intensité eurent lieu à Falloujah et à Ramadi à la fin de l'année 2004, comme lors de la deuxième bataille de Falloujah. L'intensité et la violence des combats se sont ensuite accrues tout au long des années 2005 et 2006 ; les deux parties camps luttaient alors pour sécuriser la vallée de l'Euphrate occidental. Pendant ce temps, Al-Qaïda en Irak (AQI) devint le principal groupe d'insurgés sunnites du gouvernorat et fit de la capitale provinciale de Ramadi son fief. Le Marine Corps publia un rapport de renseignement fin 2006 déclarant que le gouvernorat serait perdu sans un engagement supplémentaire significatif de troupes.
En août 2006, plusieurs tribus situées à Ramadi et dirigées par le cheikh Abdul Sattar Abu Risha commencèrent à former ce qui allait devenir l'éveil d'Anbar. Cette formation fut ce qui par la suite permit aux tribus à se révolter contre AQI. L'éveil d'Anbar contribua à inverser la tendance contre les insurgés jusqu'en 2007. Les forces américaines et les forces tribales irakiennes reprirent le contrôle de Ramadi au début de l'année 2007, ainsi que d'autres villes telles que Hīt, Haditha et Ar-Rutbah. Des combats plus intenses suivirent néanmoins tout au long de l'été 2007, en particulier dans la vallée de la rivière occidentale rurale, en grande partie en raison de sa proximité avec la frontière syrienne et du vaste réseau de points d'entrée naturels permettant aux combattants étrangers d'entrer en Irak, via la Syrie. En juin 2007, les États-Unis tournèrent leur attention vers le gouvernorat d'Anbar oriental et priorisèrent la sécurisation des villes de Fallujah et d'Al-Karmah (en).
Les combats étaient pour la plupart terminés en septembre 2007, bien que les forces américaines aient conservé un rôle stabilisateur et consultatif jusqu'en décembre 2011. Pour marquer leur victoire, le président George W. Bush se rendit à Al-Anbar en septembre 2007 pour féliciter Sheikh Sattar et d'autres personnalités tribales de premier plan. AQI assassina Sattar quelques jours plus tard. En septembre 2008, le contrôle politique de la province fut transféré au gouvernement Irakien. Le contrôle militaire fut pour sa part transféré en juin 2009, à la suite du retrait des forces américaines des villes. Les Marines furent remplacés par l'armée américaine en janvier 2010. L'armée retira ses unités de combat en août 2010, ne laissant que des unités de conseil et de soutien. Les dernières forces américaines quittèrent le gouvernorat le 7 décembre 2011.

## Contexte

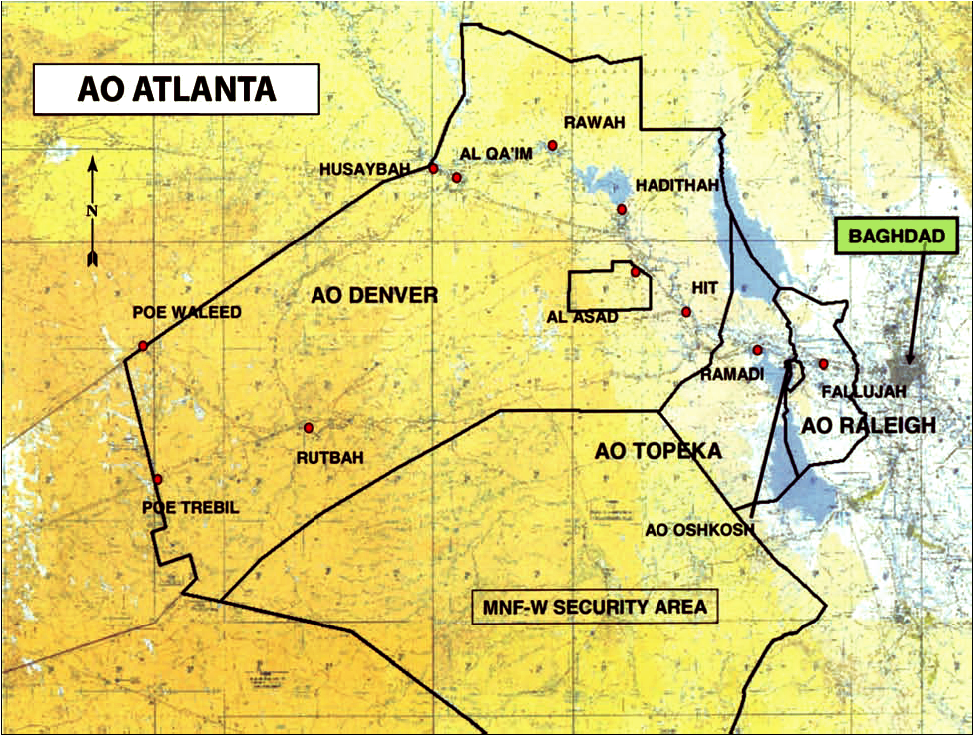
Une carte de la province d'Al Anbar en 2004, telle que subdivisée par l'armée américaine.

Al-Anbar est la province la plus grande et la plus occidentale de l'Irak. Elle représente 32% de la superficie du pays, soit près de 137 810 km2, soit presque autant que l'état de Caroline du Nord aux États-Unis, ou un peu plus que l'ensemble de la Grèce. Géographiquement, elle est isolée de la majeure partie de l'Irak, mais elle est facile d'accès depuis l'Arabie saoudite, la Jordanie et la Syrie. La géographie de cette province se caractérise notamment par la présence du fleuve Euphrate, du lac Habbaniyah et du lac Qadisiyah (en) (créé artificiellement). En dehors de la zone qui entoure l'Euphrate, le terrain est essentiellement désertique, et inclut la partie orientale du désert de Syrie. Les températures varient de 10 °C à 46 °C entre novembre et mars. La province manque de ressources naturelles importantes et de nombreux habitants ont bénéficié du système de patronage du gouvernement baasiste, financé par les revenus pétroliers provenant d'autres provinces dans le pays.
L'Autorité provisoire de la Coalition (CPA) a estimé qu'environ 1,2 million d'Irakiens vivaient dans la province d'Al-Anbar en 2003, dont plus des deux tiers dans les villes de Fallujah et Ramadi. Avec une population sunnite estimée à 95%, dont beaucoup de la tribu Dulaim (en), Anbar est la seul province Iraqienne sans population chiite ou kurde notable. 95% de la population vit à moins de 8 km de l'Euphrate. Au moment de l'invasion, Fallujah était connue comme une enclave religieuse hostile aux étrangers, tandis que Ramadi, la capitale provinciale, était considérée comme plus laïque. En dehors des villes, l'ancien système tribal (en) dirigé par les cheikhs avait une influence considérable.

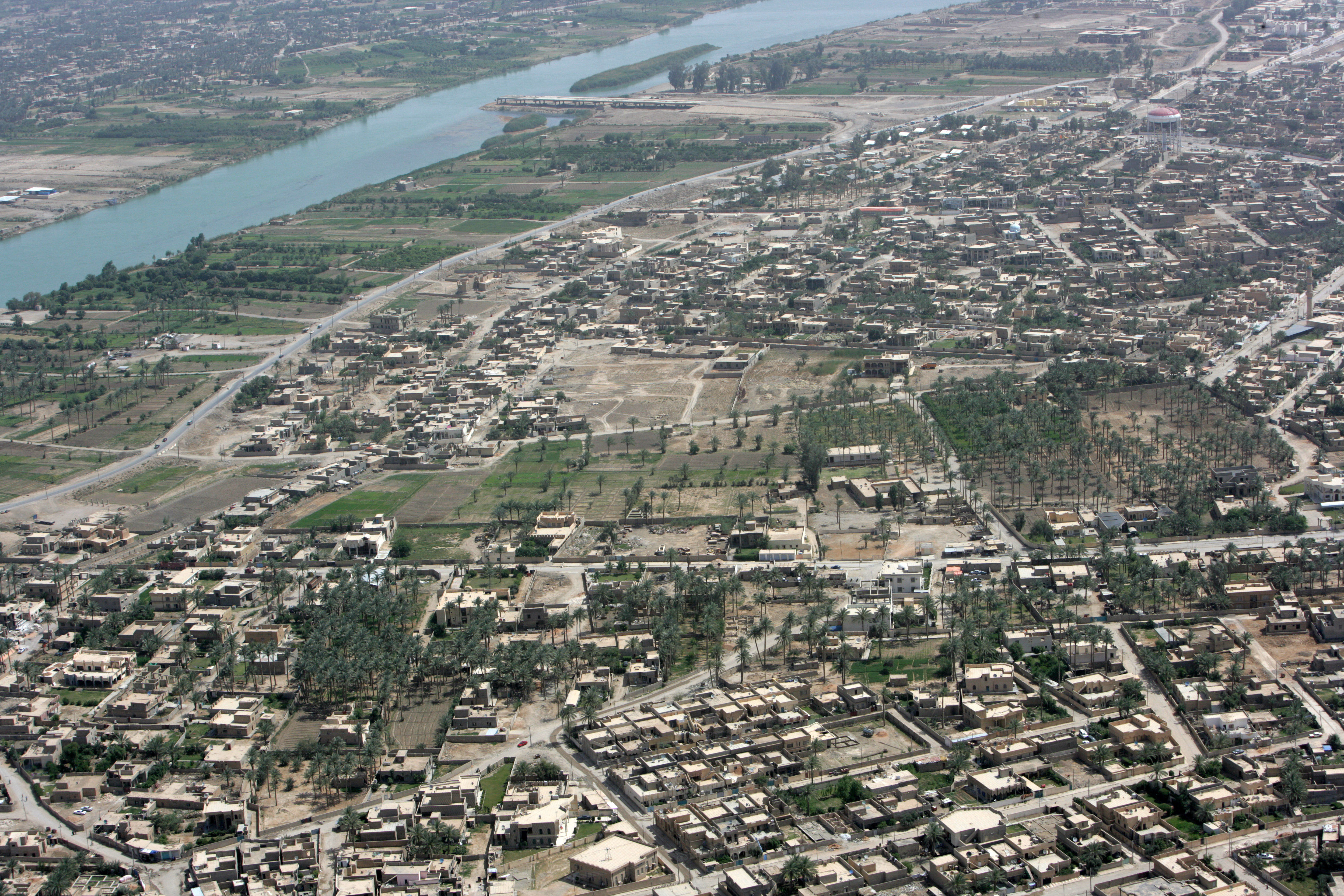
Une photographie aérienne des zones urbaines autour de Ramadi et de l'Euphrate, où vivait la majorité de la population de la province d'Al-Anbar.

Certaines conditions ont particulièrement favorisé une insurrection dans la province. La province était majoritairement sunnite. Ce groupe religieux est minoritaire à l'échelle du pays (environ 40% de la population) et a perdu une partie de son pouvoir et de son influence en Irak après la chute de Saddam Hussein. Ce dernier était également très populaire dans Al-Anbar, plus que partout ailleurs à travers le pays. Le service militaire était obligatoire dans l'Irak de Saddam et la région d'Amiriyah (en) contenait une part importante de l'industrie de l'armement du pays,. Immédiatement après la chute de Saddam, des insurgés (et d'autres) pillèrent une grande partie des 96 sites de munitions connus, ainsi que des armureries et des stocks d'armes locaux. Ces armes furent notamment utilisées pour armer les insurgés à travers Al-Anbar et ailleurs. Alors que seule une petite minorité de sunnites étaient initialement des insurgés, beaucoup les soutenaient ou les toléraient. Des sympathisants baasistes et d'anciens responsables de Saddam en exil syrien fournirent de l'argent, un sanctuaire et des combattants étrangers à ces groupes d'insurgés, les renforçant. Le futur dirigeant d'Al-Qaïda en Irak, Abu Musab al-Zarqawi avait passé une partie de l'année 2002 dans le centre de l'Irak, y compris le gouvernorat d'Al-Anbar, à se préparer à la résistance. Quelques mois après l'invasion, le gouvernorat était devenu un sanctuaire pour les combattants anti-occupation.

## 2003

### L'invasion
Al-Anbar connut relativement peu de combats lors de l'invasion initiale de l'Irak : l'offensive américaine fut principalement dirigée vers les régions chiites du sud-est de l'Irak, du Koweït à Bagdad. Une division d'infanterie avait été affectée en 2002 pour sécuriser Al-Anbar pendant l'invasion. Cependant, le Pentagone décida de traiter la province avec une "économie de force" au début de 2003. Les premières forces de la Coalition à entrer à Al Anbar étaient des forces spéciales américaines et australiennes, qui prirent possession de cibles stratégiques telles que la base aérienne d'Al Asad et le barrage de Haditha. Ils empêchèrent aussi le lancement de missiles Scud vers l'état d'Israël,. Malgré le relativement faible nombre de combats, l'affrontement le plus important eut lieu lorsque des éléments du 75th Ranger Regiment du 3e Bataillon (en) américain prirent d'assaut le barrage de Haditha le 31 mars 2003. En face d'une force irakienne plus importante, les Rangers maintinrent le contrôle du barrage jusqu'à ce qu'ils soient relevés huit jours plus tard. Pendant le siège, ils détruisirent un total de 29 chars irakiens et tuèrent environ 300 à 400 soldats irakiens. Trois Rangers ayant participé à cet assaut furent décorés de la Silver Star,. En outre, quatre autres Rangers furent tués lorsque leur poste de contrôle près de Haditha fut pris pour cible par un kamikaze.
À la fin de l'invasion, les forces pro-Saddam à Al-Anbar - le parti Baas, la garde républicaine, le Fedayeen Saddam et les services de renseignement irakiens (en) - étaient intactes. Saddam se cacha à Ramadi et Hīt début avril. D'autres forces pro-Saddam purent se déplacer depuis Al-Anbar vers Syrie avec de l'argent et des armes, où elles établirent leur quartier général. Le cœur de l'insurrection au cours des mois qui suivirent fut formé par les forces pro-Saddam à Al-Anbar et en Syrie. Contrairement au pillage qui put être observé à Bagdad et dans d'autres parties du pays, les quartiers généraux baasistes ainsi que les domiciles des hauts dirigeants sunnites furent relativement laissés intacts. Le chef des forces terrestres irakiennes dans la province, le général Mohammed Jarawi, s'est officiellement rendu aux soldats de la 3e Division d'infanterie à Ramadi le 15 avril 2003.

### Les débuts de l'insurrection
« We are not fighting for Saddam. We are fighting for our country, for our honor, for Islam. We are not doing this for Saddam. »
— Un étudiant à Fallujah
        
« Nous ne nous battons pas pour Saddam [Hussein]. Nous nous battons pour notre pays, pour notre honneur, pour l'Islam. Nous ne faisons pas ça pour Saddam. »
Peu de temps après la chute de Bagdad, l'armée américaine attribua le contrôle de la province d'Al-Anbar à un seul régiment : le 3e Régiment de cavalerie blindée (ACR). Avec seulement plusieurs milliers de soldats, cette force avait toutefois peu d'espoir de contrôler efficacement la province.
Un événement servit alors de catalyseur pour les insurrections qui suivirent dans la province, un événement que de nombreux journalistes, aussi bien irakiens qu'étrangers, qualifièrent de "massacre" à Falloujah (en),. Dans la soirée du 28 avril 2003, jour de l'anniversaire de Saddam Hussein, une foule d'une centaine d'hommes, de femmes et d'enfants se rassemblèrent pour des manifestations anti-américaines devant les avant-postes militaires américains à Fallujah. Les Irakiens affirmèrent qu'ils n'étaient pas armés  tandis que l'armée a déclaré que certaines personnes transportaient et tiraient avec des fusils AK-47. Les soldats qui occupaient l'un des avant-postes tirèrent sur la foule, faisant au moins douze morts et des dizaines de blessés. L'armée n'a depuis jamais présenté d'excuses pour ces meurtres ni versé d'indemnisation. Dans les semaines qui suivirent, le maire pro-américain de la ville exhorta les Américains à partir.
Le 16 mai 2003, l'Autorité provisoire de la coalition (ACP en anglais) a publié l’ordonnance numéro 1. Cette dernière abolit le parti Baas et entama un processus dit de "dé-ba'athification", en référence au Parti Baas. L'ordonnance no 2 fut ensuite publiée le 23 mai 2003, qui ordonna la dissolution de l’armée irakienne et d’autres forces de sécurité. Ces deux ordonnances contrarièrent les sunnites d'Al-Anbar : de nombreux sunnites étaient très fiers de l'armée irakienne et considéraient sa dissolution comme du mépris envers le peuple irakien. La dissolution mit également des centaines de milliers d'Anbaris au chômage, car beaucoup étaient membres de l'armée ou du parti. Trois jours après l'ordonnance no 2 de l'ACP, le major Matthew Schram devint le premier Américain tué depuis l'invasion de la province d'Anbar lorsque son convoi a été victime d'une attaque à la grenade propulsée par fusée (RPG) le 26 mai près de Haditha,.

### Juin – octobre 2003

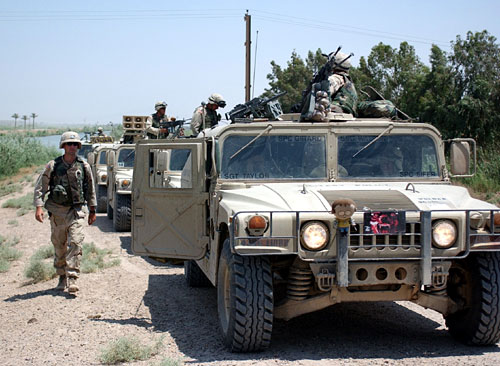
Des soldats américains avec la compagnie de police militaire opérant près de Fallujah en juin 2003. Ces soldats ont la particularité d'utiliser des Humvees non blindés.

À la suite du démantèlement de l'armée irakienne, l'activité des insurgés augmenta, et ce en particulier à Fallujah. Initialement, les groupes de résistance armée pouvaient être caractérisés soit comme des nationalistes sunnites qui voulaient ramener le Parti Baas avec Saddam Hussein, soit comme des combattants anti-Saddam. Le premier grand dirigeant de l'insurrection à Al-Anbar était Khamis Sirhan al-Muhammad, le président régional du parti Baas pour le gouvernorat de Karbala, qui était à l'origine à la 54e place sur la liste américaine des Irakiens les plus recherchés (en). Selon l'armée américaine, Khamis reçut un financement et des ordres directement de Saddam, alors toujours en fuite,,.
En juin, les forces américaines lancèrent l'opération Desert Scorpion (en), une tentative globalement infructueuse de déraciner l'insurrection naissante. Un succès isolé fut à noter près de Rawah, où des soldats américains acculèrent et tuèrent plus de 70 combattants le 12 juin et prirent possession d'une importante cache d'armes[réf. nécessaire].
En général, les forces américaines eurent des difficultés à faire la distinction entre les civils irakiens et les insurgés. Les pertes civiles résultantes pendant l'opération accrut le soutien de la population à l'insurrection. Le 5 juillet, une bombe tua sept personnes lors d'une cérémonie de remise des diplômes aux premiers cadets de la police formés par les États-Unis à Ramadi. Le 16 juillet, Mohammed Nayil Jurayfi, le maire (pro-gouvernement) de Haditha, et son plus jeune fils furent assassinés,.

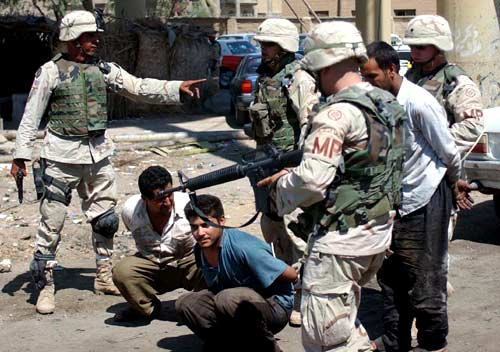
Des soldats américains avec la compagnie de police militaire à la recherche d'Irakiens à un poste de contrôle de véhicules à Fallujah en juillet 2003.

Face à l'escalade de la violence, les États-Unis répondirent avec ce que de nombreux Irakiens qualifiaient «d'utilisation insensée de la puissance de feu» et «des raids de nuit contre des hommes innocents». Human Rights Watch accusa l'Armée de terre de "tactiques trop agressives, de tirs aveugles dans des zones résidentielles et d'une dépendance rapide à la force meurtrière", ainsi que de recours à une "force disproportionnée". Par exemple, si des insurgés irakiens déclenchaient une mine terrestre, les États-Unis répondaient en lançant des bombes sur leurs maisons avec des caches d'armes; lorsque des insurgés tirèrent un obus de mortier sur des positions américaines près de Fallujah, les Américains ripostèrent avec de l'artillerie lourde. Les forces américaines près d'Al Qaim frappèrent durement des résidents locaux, en donnant des coups de pied dans les portes et en maltraitant des individus, pour découvrir ultérieurement qu'elles étaient innocentes.
Lors d'un incident survenu le 11 septembre, des soldats qui tenaient un poste de contrôle près de Fallujah tirèrent à plusieurs reprises sur un camion de la police irakienne et un hôpital voisin, tuant sept personnes. Des soldats battirent et maltraitèrent également des détenus irakiens,.
Il y avait une rotation constante d'unités à travers la province, ce qui sema la confusion au sein des troupes américaines. Par exemple, la ville de Fallujah avait connu cinq bataillons différents en l'espace de cinq mois. Pour résumer l'approche américaine initiale envers Al Anbar, Keith Mines, le diplomate CPA du gouvernorat d'Anbar, écrivit :
« What we have done over the last six months in Al Anbar has been a recipe for instability. Through aggressive de-Ba'athification, the demobilization of the army, and the closing of factories the coalition has left tens of thousands of individuals outside the political and economic life of this country. »
— Keith Mines, Diplomate, novembre 2003
        
« Ce que nous avons fait ces 6 derniers mois prépare Al-Anbar à de l'instabilité. A travers la campagne de "dé-Baassification" agressive, la démobilisation de l'armée et la fermeture des usines, les forces de la coalition ont écarté des dizaines de milliers d'individus de l'économie et de la politique du pays »
Le 31 octobre, lors de l'opération Abalone, des équipes de l'escadron du SAS britannique soutenues par les forces du Delta, attaquèrent des constructions et des habitations détenues par des insurgés dans les contours de Ramadi, tuant une douzaine d'insurgés et en capturant quatre. L'opération révéla des preuves de l'existence de combattants étrangers et prouva ainsi l'existence d'un mouvement jihadiste internationaliste. Un opérateur SAS périt au cours de l'opération. Secrètement, les SAS opérèrent également à Ramadi et Fallujah en octobre et novembre 2003 et dans d'autres parties plus éloignées de la province d'Al Anbar dans le cadre de l'opération Paradoxical dont le but était de traquer les menaces contre la coalition.

### novembre – décembre 2003
L'insurrection passa à l'offensive lors du Ramadan. Durant cette offensive, le 2 novembre, un hélicoptère de transport Chinook avec 32 soldats à bord fut abattu avec un missile SA-7 près de Fallujah. Treize soldats perdirent la vie, les autres furent blessés,.
Après cet événement, la ville de Fallujah resta silencieuse pendant plusieurs mois. Le 5 novembre, le secrétaire à la Défense Donald Rumsfeld annonça que les Marines retourneraient en Irak au début de l'année prochaine et prendraient le contrôle de la province d'Al Anbar. Alors que les Marines s'apprêtaient à débarquer, une part croissante au sein des forces américaines s'accordait pour constater que le 82e division aéroportée avait perdu le contrôle de la région, bien que les seuls problèmes provenaient de Fallujah. Certains commandants des Marines, comme le général de division James Mattis et le lieutenant-colonel Carl Mundy, critiquèrent les tactiques de l'armée comme étant "dogmatiques" et "humiliantes pour la population sunnite", en soulignant que les Marines auraient agi différemment,. À la fin du mois de novembre, les opérateurs de l'escadron A du Special Air Service lancèrent un assaut héliporté sur une ferme éloignée dans la province d'Al Anbar. Après avoir été pris pour cible par des insurgés à l'intérieur, un soutien aérien fut appelé et frappa la ferme après le retrait de l'escadron. Sept insurgés morts furent retrouvés. Les renseignements américains les identifièrent comme étant des combattants étrangers.
Des émeutes à Fallujah et Ramadi succédèrent à la capture de Saddam Hussein en décembre. La capture de Saddam fut la cause de problèmes importants à Al-Anbar : de nombreux Anbaris furent scandalisés par ce qu'ils considéraient comme le traitement humiliant de Saddam. La destitution de Saddam fut l'occasion pour l'insurrection de recruter des combattants qui s'étaient auparavant opposés aux Américains mais qui étaient restés passifs parce qu'ils détestaient aussi Saddam. Au fur et à mesure que les loyalistes de Saddam furent tués ou capturés, les postes de direction correspondants qui furent libérés furent pris par des extrémistes affiliés à AQI, tels que Abdullah Abu Azzam al-Iraqi qui était directement responsable du meurtre de responsables gouvernementaux en 2004,. Alors que le parti Baas continuait de jouer un rôle majeur dans l'insurrection, l'équilibre des pouvoirs se modifia et permit l'apparition de divers chefs religieux qui prônaient un djihad contre les forces américaines.

## 2004

### Janvier – mars 2004
Au début de l'année 2004, le général Ricardo Sanchez, chef de la Force multinationale en Irak (MNF – I), affirma que les États-Unis avaient "fait des progrès importants dans la province d'Al-Anbar". Cependant, les fonds CPA attribués pour le gouvernorat étaient insuffisants. Un commandant de brigade à Falloujah ne recevait que 200 000 dollars par mois, alors que d'après les estimations, au moins 25 millions de dollars auraient été nécessaires pour redémarrer les usines de la ville qui employaient des dizaines de milliers de travailleurs.  En février, les attaques des insurgés gagnèrent rapidement en fréquence et intensité. Le 12 février, le général John P. Abizaid, commandant du Commandement central des États-Unis (CENTCOM), le général de division Chuck Swannack et le commandant du 82nd Airborne, furent attaqués alors qu'ils traversaient Fallujah. Le 14 février, lors d'un incident baptisé le "massacre de la Saint-Valentin", des insurgés prirent d'assaut un poste de police au centre-ville de Fallujah, tuant 23 à 25 policiers et libérant 75 prisonniers. Le lendemain, les Américains congédièrent le chef de la police de Fallujah pour avoir refusé de porter son uniforme et arrêtèrent le maire de la ville,. En mars, Keith Mines écrivit: "Il n'y a pas un seul officier de sécurité irakien correctement formé et équipé dans toute la province d'Al Anbar". Il ajouta que la sécurité dépendait entièrement des soldats américains, mais que ces mêmes soldats avaient avivé la colère des nationalistes sunnites. Le même mois, le général Swannack donna un briefing sur Al-Anbar où il aborda la question de l'amélioration de la sécurité, déclara que l'insurrection y était presque maîtrisée et conclut que "l'avenir d'Al Anbar en Irak reste très brillant".
Le 24 mars, la 82e force aéroportée confia le contrôle de la province d'Al-Anbar à la I Marine Expeditionary Force (I MEF), également connue sous le nom de Multi-National Forces West (en) (MNF-W). Environ les deux-tiers des Marines, y compris leurs commandants James T. Conway et James Matis, avaient participé à l'invasion de 2003. Conway planifia de rétablir progressivement un contrôle sur la province en utilisant un programme de contre-insurrection méthodique. Ce programme prévoyait de montrer du respect envers la population local et d'entraîner l'armée Irakienne et la police en utilisant des military transition teams (en) (cette stratégie se base sur le Combined Action Program (en) qui fut précédemment utilisé par les Marines lors de la guerre du Vietnam). Durant cette passation de pouvoir, il devint évident que la situation dans Al-Anbar allait devenir plus problématique que ce que les Marines avait pu connaître dans le sud de l'Irak.
Le 15 mars, le 3e Bataillon du 7e Marines (en) opérant près d'Al Qaim prit part à un échange de tirs avec des gardes-frontières syriens. Le 24 mars, plusieurs Marines et parachutistes furent blessés à Fallujah lorsque des insurgés attaquèrent la cérémonie de transfert d'autorité.
Une semaine seulement après la prise de contrôle d'Anbar par le MEF, des insurgés de Fallujah prirent en embuscade un convoi (en) transportant quatre mercenaires américains de la société Blackwater USA le 31 mars, les tuant tous. Une foule en colère mit ensuite le feu aux corps des mercenaires et traîna leurs cadavres dans les rues avant de les suspendre au-dessus d'un pont traversant l'Euphrate. Les médias américains comparèrent cette attaque à la bataille de Mogadiscio de 1993, où des images de soldats américains traînés dans les rues de la Somalie incitèrent alors les États-Unis à retirer leurs troupes.
Le même jour, cinq soldats furent tués près de Habbaniyah, lorsque leur véhicule blindé de transport de troupes M113 fut touché par une mine. Selon le général Conway, il s'agissait de la plus grande mine utilisée à Anbar à ce jour; seuls un hayon et une botte purent être récupérés.

### Première bataille de Fallujah
« Al Jazeera kicked our ass. »
— Le Général James T. Conway à propos de la bataille de Fallujah
        
« Al Jazeera nous a botté les fesses. »

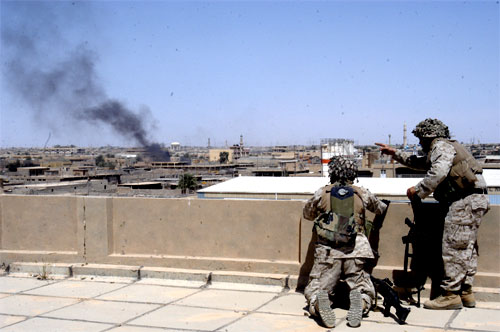
Marines du 1er Bataillon du 5e régiment de Marines pendant la première bataille de Fallujah.

En réponse aux tueries, le général Sanchez ordonna aux Marines d'attaquer Fallujah, sous les ordres directs du président George W. Bush et du secrétaire à la Défense Donald Rumsfeld,,. Le général Conway et son état-major appelèrent initialement à la prudence, soulignant que le MEF avait déjà élaboré un plan à long terme plus nuancé pour rétablir le contrôle américain sur Falloujah et que le recours à une force disproportionnée déstabiliserait probablement davantage la ville. Ils firent remarquer que les insurgés essayaient justement de «nous amener à réagir de manière excessive». Malgré ces objections, le général Sanchez voulait une présence marine soutenue dans la ville en moins de 72 heures.
Les Marines commencèrent leur attaque le 5 avril, en la baptisant Opération Vigilant Resolve. Le commandant général au sol à Anbar de la 1re Division de marine, le général James Mattis, avait initialement prévu d'utiliser ses seules unités disponibles, le 1er Bataillon du 5e Marines et le 2e Bataillon du 1er Marines (en). Ils progresseraient depuis l'est et l'ouest et contiendraient méthodiquement les insurgés. Ce plan était en cours lorsque, le 9 avril, le général Sanchez en ordonna l'arrêt immédiat.
La principale raison de cet ordre était la couverture des événements par les réseaux de télévision Al Jazeera et Al Arabiya. Les deux réseaux avaient seul l'accès à la ville, et donc l'exclusivité de la couverture médiatique des événements. Ils signalèrent à plusieurs reprises que les Marines utilisaient une force excessive et des punitions collectives. La diffusion d'images de bébés morts dans les hôpitaux de la ville enflammaient l'opinion irakienne et mondiale. Le général Conway résuma ensuite leur effet sur la bataille en disant: "Al Jazeera nous a botté le cul." (en anglais : "Al Jazeera kicked our ass."). Lorsque le 2e Bataillon irakien fut affecté à Fallujah, 30% de ses soldats refusèrent ou désertèrent. En quelques jours, plus de 80% des forces de police et de la garde nationale irakienne du gouvernorat d'Al-Anbar avaient déserté. Après que deux membres du Conseil de gouvernement irakien (en) démissionnèrent à la suite de l'attaque et que cinq autres menacèrent de le faire, le chef de l'APC Paul Bremer et le commandant du CENTCOM, le général John Abizaid, craignaient que Fallujah ne fasse tomber le gouvernement irakien. En conséquence, ils ordonnèrent un cessez-le-feu unilatéralement.
.

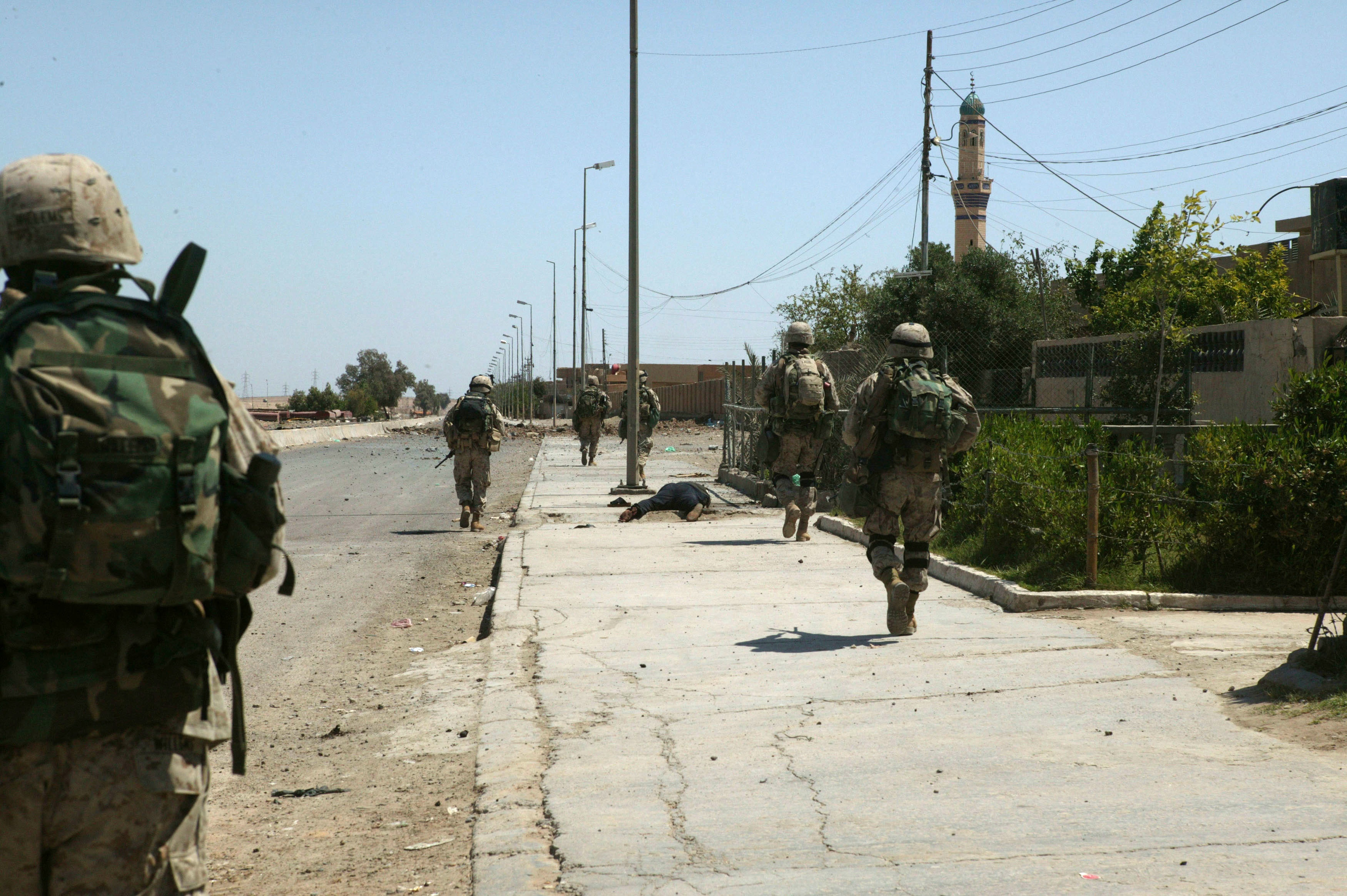
Des marines de la compagnie Echo du capitaine Douglas A. Zembiec, 2e bataillon du 1er Marines, passant devant le corps d'un insurgé irakien présumé à Fallujah.

Après le cessez-le-feu, les Marines gardèrent leurs positions et firent venir des unités supplémentaires, pensant qu'ils allaient reprendre leur attaque. Le général Mattis lança l'opération baptisée Ripper Sweep pendant que les Marines attendaient, poussant le 1er Bataillon de reconnaissance blindé léger (en) (LAR) et le 2e Bataillon du 7e Marines (en) dans les terres agricoles autour de Fallujah et neutralisant de nombreux gangs armés opérant le long des autoroutes locales. Le 3e Bataillon du 4e Marines (en) mena également un raid sur la Karmah (en) détenue par les insurgés. Ce raid devint une bataille majeure qui s'étendit sur le reste du mois. Les Marines purent conserver leurs lignes d'approvisionnement ouvertes, mais se retirèrent pour des raisons politiques. Le président Bush refusa la reprise de l'attaque, mais était également insatisfait du statu quo, et demanda à ses commandants "d'autres options".
En fin de compte, le général Conway proposa ce qui semblait être une solution viable et réaliste selon lui : la Brigade de Fallujah. Dirigée par d'anciens baasistes sunnites irakiens, tels que Jasim Mohammed Saleh (en) et Muhammed Latif (en), et composée en grande partie d'insurgés qui avaient combattu les Marines, cette brigade était censée maintenir l'ordre dans la ville tout en permettant aux États-Unis de se retirer et de conserver leur crédibilité,. Le 10 mai, le général Mattis renonça officiellement au contrôle de la ville et se retira le lendemain. La première bataille de Falloujah avait fait un total de 51 morts et 476 blessés chez les américains. Les pertes irakiennes étaient beaucoup plus élevées. Les Marines ont estimé qu'environ 800 Irakiens ont été tués. Les rapports différaient sur le nombre de civils : les Marines en comptaient 300, tandis que l'organisation indépendante Iraq Body Count avançait le nombre de 600 civils tués.
Quatre Marines et soldats reçurent la Croix de la Marine ou la Croix du service distingué pour la bataille. Un autre marine, le capitaine Douglas A. Zembiec (en) du 2e bataillon des marines de la compagnie Echo, devint le «Lion de Fallujah» pour ses actions pendant l'assaut.

### Ramadi et l'ouest d'Anbar en 2004
En dehors de Fallujah, les positions américaines subirent des attaques supplémentaires à Al-Anbar au cours du printemps et de l'été 2004. Ils faisaient partie d'une plus grande "vague de djihad" qui a parcouru la province à la mi-avril. Des gangs de jeunes armés investirent les rues, installant des barrages routiers et menaçant les voies d'approvisionnement dans l'est d'Anbar et autour de Bagdad,. Le général Mattis craignit un soulèvement général de la communauté sunnite, semblable à ce qui avait pu être vu durant les manifestations de Téhéran en 1978. Le 6 avril, une force de 300 insurgés attaqua des patrouilles marines dans tout Ramadi pour tenter de relâcher la pression sur Fallujah. Seize Marines américains et environ 250 insurgés furent tués dans de violents combats de rue qui durèrent quatre jours.
Presque tous les membres de l'escouade du 2e Bataillon du 4e Marines (en) ont été tués lorsqu'ils sont tombés dans une embuscade à bord d'Humvees non blindés. Ce fut la première fois que les Marines perdirent un combat en Irak,. Le 17 avril, des insurgés attaquèrent une patrouille maritime dans la ville frontalière de Husaybah (en). S'ensuivit une série d'engagements qui durèrent toute la journée et qui firent cinq morts parmi les Marines et au moins 120 morts du côté des insurgés. À peu près au même moment, le 14 avril, une escouade dirigée par le caporal Jason Dunham opérait près de Husaybah. Un groupe d'Irakiens étaient fouillés par l'équipe de Dunham lorsqu'un membre de ce groupe lança une grenade sur l'escouade. Dunham se immédiatement jeta sur la grenade et mourut lors de l'explosion en sauvant ses collègues. Il est devenu plus tard le premier Marine depuis la guerre du Vietnam à recevoir la médaille d'honneur.
En écho du succès de la manœuvre à Fallujah, les commandants américains à Ramadi transférèrent également la souveraineté du CPA du 28 juin au gouvernement intérimaire irakien en retirant la plupart de leurs forces engagées dans des camps à l'extérieur de la ville et en se concentrant sur la sécurisation d'une voie rapide qui traversait son centre,. Les combats continuèrent à s'intensifier dans tout le gouvernorat d'Anbar. Le 21 juin, une équipe de quatre scouts tireurs d'élite opérant avec le 2e Bataillon du 4e Marines à Ramadi fut exécutée par un groupe d'insurgés qui s'étaient infiltrés dans leur poste d'observation,. À la mi-juillet, le général Mattis prédit qu'Al-Anbar "deviendrait un enfer" si les Marines ne pouvaient pas tenir Ramadi. Le 5 août, le gouverneur de la province d'Anbar, Abd al-Karim Barjas, démissionna à la suite de l'enlèvement de ses deux fils par Abu Musab al-Zarqawi. Barjas apparut à la télévision et s'excusa publiquement pour sa "coopération avec les infidèles". Il fut remplacé par un gouverneur en intérim jusqu'en janvier 2005,,. Le chef des forces de police de Ramadi fut par la suite arrêté pour complicité avec les enlèvements.
Le même mois, un commandant de bataillon irakien fut capturé par des insurgés à Fallujah et battu à mort. Après sa mort, deux bataillons de la Garde nationale irakienne près de Fallujah désertèrent rapidement, abandonnant leurs armes et équipement aux insurgés,. L'expert de la contre-insurrection John Nagl (en), en service à Khaldiyah (en), déclara que son unité savait que le chef de la police locale soutenait l'insurrection, "mais estima qu'il devait le faire pour rester en vie". Des kamikazes tuèrent sept Marines du 2e Bataillon du 1er Marines le 6 septembre, onze policiers irakiens près de Baghdadi (en) le 23 octobre et huit Marines du 1er Bataillon du 3e Bataillon Marines (en) une semaine plus tard,,,. Plus de 100 Américains furent tués à Al-Anbar de mai à octobre 2004.
Avant novembre, le Premier ministre irakien Ayad Allawi invita des représentants de Ramadi et de Fallujah pour tenter de négocier la fin des combats, comme il l'avait fait lors de précédentes négociations avec le chef chiite Muqtada al-Sadr. En septembre, avec la bénédiction des Américains, Allawi dissolut la brigade discréditée de Fallujah et donna en privé aux Marines la permission de commencer à planifier une offensive pour reprendre Fallujah,. Début octobre, Allawi intensifia ses efforts, exigeant que les représentants de Fallujah remettent Zarqawi ou subissent un nouvel assaut, proposition qui fut refusée. Peu avant le début de l'offensive des Marines, le Cheikh Harith al-Dhari (en), chef de l'Association des musulmans érudits (en), pro-insurgés, déclara que "le peuple irakien considère Falloujah comme le symbole de sa constance, de sa résistance et de sa fierté".

### Insurrection en 2004
Malgré le retour de la souveraineté au Gouvernement intérimaire irakien le 28 juin, l'insurrection était toujours considérée par de nombreux Iraquiens comme légitime et le gouvernement irakien comme étant des agents des États-Unis. Fin 2004, le responsable de la DIA, Derek Harvey (en) déclara que les insurgés de Ramadi recevaient un financement via la Syrie "à hauteur de 1,2 million de dollars par mois". Cette affirmation fut contestée par un officier de la CIA, expliquant qu'ils "ne voyaient pas de financement clair en provenance de Syrie". L'insurrection a continué de bénéficier d'un large soutien dans toute la société irakienne, montrant peu de divisions sectaires qui deviendraient plus prononcées après le bombardement de la mosquée al-Askari en 2006 (en). Des Irakiens chiites attaquèrent des unités militaires irakiennes se déplaçant vers Falloujah, les dirigeants chiites appelèrent leurs partisans à donner du sang aux insurgés et Muqtada al-Sadr qualifia les insurgés de Falloujah de "saints guerriers". Certains chiites tentèrent de rejoindre les combats.
La première vidéo d'une série d'exécutions a été mise en ligne le 11 mai par AQI. On y voit son chef al-Zarqawi exécutant le citoyen américain Nick Berg,. Beaucoup de ces otages, tels que Kim Sun-il (en), Eugene Armstrong (en), Jack Hensley et Kenneth Bigley, ont été emmenés auprès de Zarqawi à Fallujah pour leur exécution,,.
Après avoir mené la première percée à Fallujah, les États-Unis ont prétexté que Zarqawi était à l'origine d'une série d'attentats à la voiture piégée dans tout l'Irak. Le fait qu'il n'y ait pas eu de grands attentats à la voiture piégée à Bagdad pendant le siège, et que suffisamment de munitions et de contrebande aient été découvertes suffisait pour conclure que de nombreuses "bombes et voitures piégées qui avaient explosé ailleurs en Irak ont peut-être été fabriquées à Fallujah". Néanmoins, il y eut 30 grosses voitures piégées dans les deux mois qui suivirent la création de la brigade Fallujah, et la brigade était désormais considérée par les gouvernements américain et irakien comme un front en faveur de l'insurrection,. Les attentats suicides et les vidéos d'otages ont fait de Zarqawi le visage de l'insurrection irakienne en 2004, même si son commandement fut contestée par de nombreux commandants nationalistes sunnites. À la fin de l'année 2004, la prime du gouvernement américain sur sa tête était comparable à celle d'Oussama Ben Laden,. Cependant, un haut responsable du renseignement militaire américain décrivit le cœur de l'insurrection en décembre 2004 comme correspondant à «l'ancienne oligarchie sunnite utilisant le nationalisme religieux comme force de motivation».

### Deuxième bataille de Fallujah
« Hundreds of thousands of the nation's sons are being slaughtered. »
— Abu Musab al-Zarqawi à propos de la deuxième bataille de Fallujah
        
« Des centaines de milliers de fils de la nation sont en train d'être massacrés. »

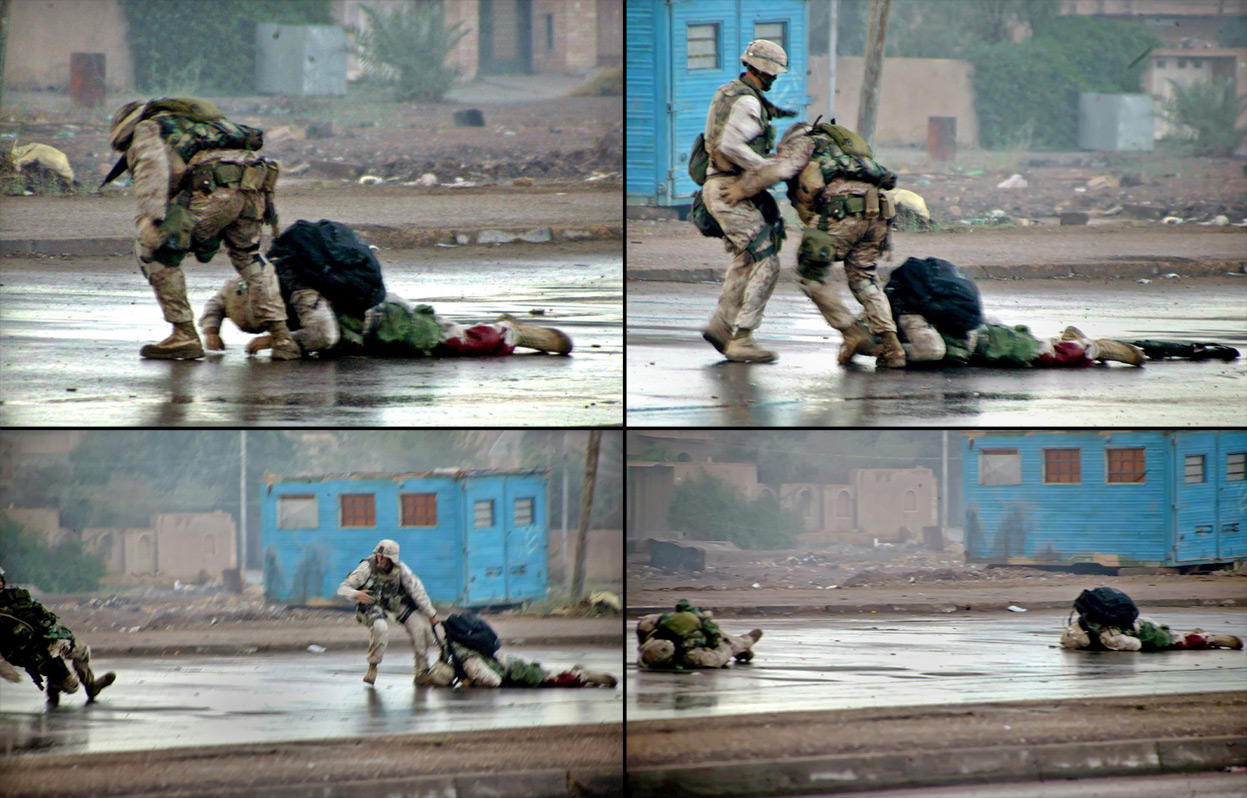
Dans cette série de photographies de la deuxième bataille de Fallujah, un marin et un homme du corps du 1er bataillon du 8e Marines tentent de récupérer un marin blessé par un tireur d'élite; le tireur d'élite tire alors sur l'un des sauveteurs potentiels.

Allawi ordonna d'attaquer de nouveau Falloujah le 6 novembre, soit quatre jours seulement après la réélection de George W. Bush à la présidence des États-Unis,. Le commandant de la 1re Division de Marine, le Général Richard F. Natonski réunit une force ad hoc de six bataillons de Marine, trois bataillons de l'Armée, trois bataillons irakiens et un régiment de la société britannique Black Watch. Les insurgés, menés indirectement par Zarqawi, Abdullah al-Janabi et le lieutenant Hadid de Zarqawi, avaient remplacé leurs pertes et auraient alors eu entre 3 000 et 4 000 hommes dans la ville. Ils prévoyaient d'entraver l'avancée des Marines avec des barrages routiers, des bermes et des mines, tout en menant des attaques à l'extérieur de la ville pour mettre à bas des unités marines,.
L'attaque a commencé le 7 novembre lorsque le général Natonski a fait intervenir le 3e LAR (en) et le 36ème (en) bataillon irakien pour prendre le contrôle de l'hôpital de la ville, situé sur une péninsule à l'ouest de la ville. Le gros de l'attaque commença ensuite, dans la nuit du 8 novembre. Les forces de la coalition attaquèrent depuis le nord, bénéficiant d'une surprise tactique.
Les insurgés réagirent en attaquant les Marines en petits groupes, souvent armés de RPG. Selon le général Natonski, de nombreux insurgés avaient vu des photos du scandale d'Abou Ghraib et étaient déterminés à ne pas être pris vivants. Le 20 novembre, les Marines avaient atteint la limite sud de la ville, mais des poches d'insurgés subsistaient. Les bataillons d'assaut subdivisèrent la ville en zones et parcoururent les zones qui leur étaient assignées pour tenter de trouver les insurgés. Quatre jours plus tard, Zarqawi publia une cassette audio condamnant les religieux musulmans sunnites pour leur manque de soutien, affirmant que "des centaines de milliers de fils du pays sont massacrés". Les combats diminuèrent lentement en intensité et, le 16 décembre, les États-Unis avaient commencé à rouvrir la ville et à autoriser les résidents à rentrer.
La bataille a par la suite été décrite par l'armée américaine comme «le combat urbain le plus lourd auquel les Marines ont participé depuis la bataille de la ville de Hue au Vietnam». L'histoire officielle du Marine Corps a enregistré 78 morts parmi les Marines, marins et soldats et 651 autres blessés lors de la reprise de Fallujah (parmi lesquels 394 ont pu reprendre leurs fonctions). Un tiers des morts et des blessés provenaient d'un seul bataillon, 3e Bataillon 1er Marines (en). Huit Marines ont reçu la Croix de la Marine, le deuxième prix le plus élevé décerné par l'armée américaine pour leur valeur, trois d'entre eux à titre posthume,. Le sergent Rafael Peralta a également été nommé - sans succès - pour la médaille d'honneur.
Les autorités ont estimé avoir tué entre 1 000 et 1 600 insurgés et en avoir capturé 1 000 autres sur le total de 1 500 à 3 000 insurgés qui se seraient trouvés dans la ville,,. Les avions larguèrent 318 bombes de précision, lancèrent 391 roquettes et missiles et tirèrent 93 000 coups de mitrailleuse ou de canon sur la ville, tandis que les unités d'artillerie ont tiré 5 685 coups de obus de 155 mm. La Croix-Rouge a estimé que 250 000 habitants (sur 300 000) avaient quitté la ville pendant les combats. Un responsable de la Croix-Rouge de Bagdad a estimé officieusement que jusqu'à 800 civils avaient été tués.
« The Battle of Fallujah was not a defeat—but we cannot afford many more victories like it. »
— Institut naval des États-Unis, Magazine Proceedings (en), janvier 2005
        
« La bataille de Fallujah n'était pas une défaite, mais nous ne pouvons pas nous permettre beaucoup plus de victoires de ce type. »
La deuxième bataille de Fallujah était unique dans la campagne militaire d'Al-Anbar : c'était la seule fois que l'armée américaine et les insurgés se livraient un combat conventionnel avec suffisamment d'hommes pour former des divisions. Durant le reste de la campagne, les insurgés ne se sont jamais regroupés en si grand nombre,,. L'histoire officielle du Marine Corps affirma que la bataille n'était pas décisive, car la plupart des dirigeants insurgés et des insurgés non locaux avaient fui au préalable. Résumant la vue Marine Corps, le magazine officiel de l' Institut naval des Etats-Unis Proceedings affirme : « La bataille de Fallujah n'a pas été une défaite, mais nous ne pouvons pas nous permettre beaucoup d'autres victoires comme ça. »

## 2005

### Janvier – avril 2005
Après la deuxième bataille de Fallujah, les Marines durent faire face à trois tâches principales : fournir une aide humanitaire aux centaines de milliers de réfugiés qui retournaient dans la ville, reprendre les nombreuses villes et villages qu'ils avaient abandonnés le long de l'Euphrate à l'approche de la bataille, et assurer la sécurité des élections législatives irakiennes prévues le 30 janvier. Selon de hauts responsables de la Marine, les élections avaient été conçues pour aider à rendre légitime le gouvernement irakien en incluant des citoyens irakiens dans sa formation. Seuls 3 775 électeurs (soit environ 2% de la population votante) prirent part au vote dans la province d'Al-Anbar en raison d'un boycott sunnite,. Les élections simultanées pour le conseil provincial furent remportées par le Parti islamique irakien, qui souffrait d'un manque apparent de légitimité mais qui allait néanmoins dominer la législature d'Al-Anbar jusqu'en 2009.
Au cours de la période préélectorale, un hélicoptèreCH-53E s'écrasa près de Al-Rutbah le 26 Janvier, tuant les 31 Marines et marins à bord, dont la plupart étaient membres du 1er Bataillon 3e Marines qui avaient survécu à la seconde bataille de Fallujah. Ce fut l'incident isolé le plus meurtrier pour les troupes américaines dans la guerre en Irak,. Le 20 février, les Marines lancèrent l'Opération River Blitz, leur première offensive majeure de l'année, centrée dans l'ouest de la vallée de l'Euphrate contre les villes de Ramadi, Hīt et Baghdadi,. Différentes unités adoptèrent différentes stratégies. À Fallujah, les Marines entourèrent la ville de bermes, interdirent le passage à tous les véhicules et exigèrent des résidents qu'ils portent des cartes d'identité,. À Ramadi, le 2e BCT de la 28e Division d'infanterie se concentra sur le contrôle des routes principales, la protection du gouverneur et celle du centre gouvernemental. Dans l'ouest d'Al-Anbar, le 2e régiment de Marines a mené des missions de recherche et de destruction, décrites comme des «opérations de bouclage et de fouille (en) ». Ce régiment pénétrait aussi à plusieurs reprises dans des villes contrôlées par l'ennemi puis se retirait,. Le 2 avril, un groupe pouvant compter jusqu'à 60 combattants AQI lança une attaque majeure (en), qualifiée de "l'une des plus sophistiquées" jamais vues, contre la prison d'Abou Ghraib. Les insurgés ont utilisé un barrage de mortiers, couplé à un attentat-suicide à la voiture piégée, dans une tentative infructueuse de percer les murs de la prison. Le bilan fut de 44 soldats américains et 13 détenus blessés,,,.

### Dispositifs explosifs improvisés

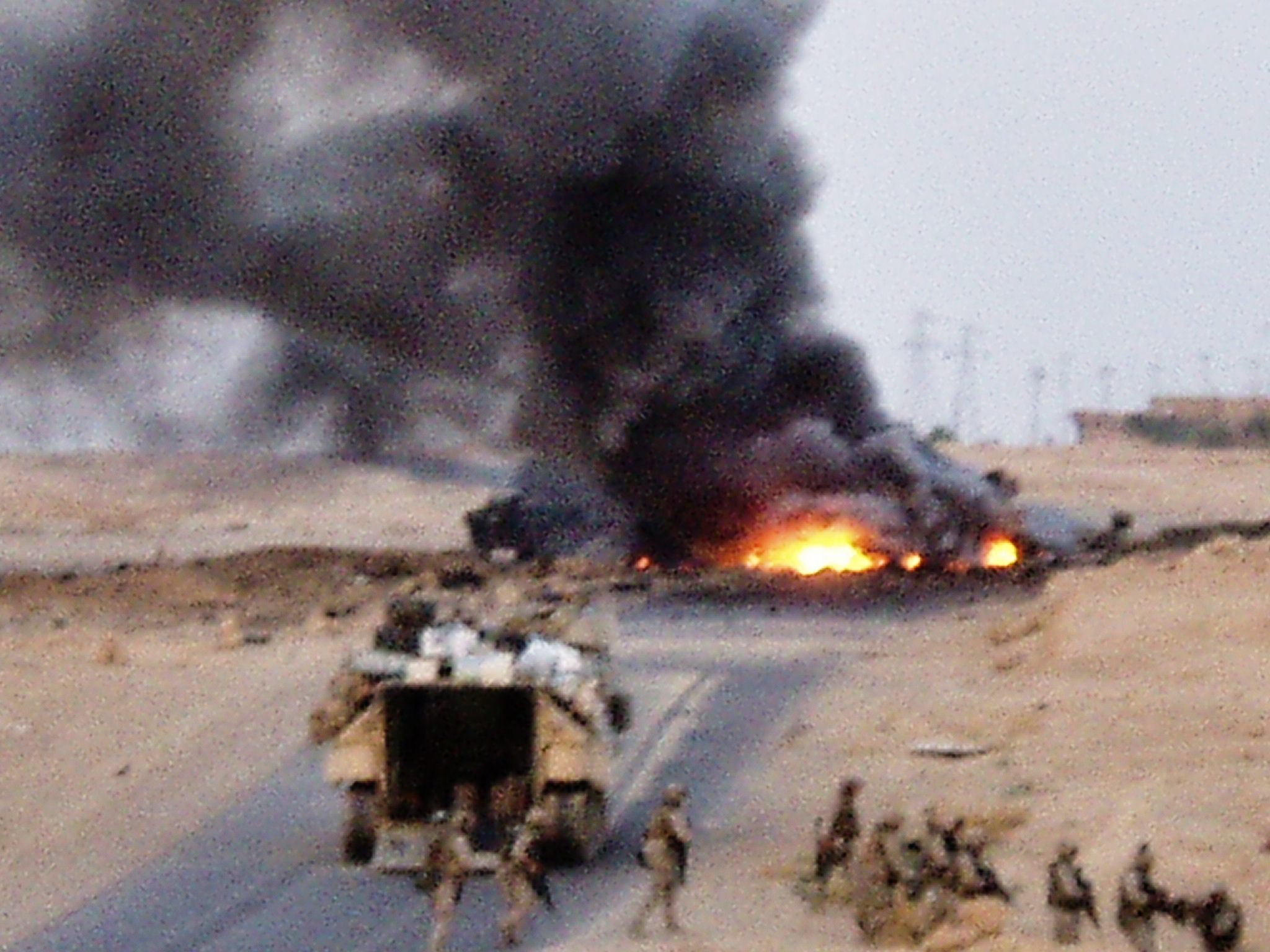
Les conséquences d'une attaque d'engin piégé avec des explosifs à l'extérieur de Haditha en août 2005 au cours de l'opération Quick Strike. Ce piège tua quatorze Marines du 25e Bataillon du 25e Marines.

Fin février, une nouvelle menace apparut : le dispositif explosif improvisé (DEI - IED en anglais). En 2005, 158 Marines et soldats furent victimes des engins piégés ou des kamikazes, soit un bilan équivalent à plus de la moitié (58%) des morts au combat de cette année à Anbar. Ces chiffres reflètent une tendance nationale. Alors que des engins piégés avaient été utilisés depuis le début de l'insurrection, les premiers modèles avaient été grossièrement conçus, utilisant "de la dynamite ou de la poudre à canon mélangée à des clous et enterrés à côté d'une route". À la mi-2005, les insurgés avaient affiné leur technique, les déclenchant par télécommande, enchaînant des obus d'artillerie ou des missiles, utilisant des fondations solides pour magnifier l'explosion et/ou les enterrant sous les routes pour infliger un maximum de dégâts,. Les États-Unis réagirent avec une série de dispositifs de brouillage électroniques de plus en plus sophistiqués et d'autres programmes de guerre électronique, des moyens qui furent finalement fusionnés dans la "Joint Improvised-Threat Defeat Organization", un support opérationnel dédié créé le 14 février 2006.
« Unless there are people melting inside of Humvees, then it's not a real problem. »
— Un Marine anonyme à propos des dispositifs explosifs improvisés
        
« A moins qu'il n'y ait des gens qui fondent à l'intérieur des Humvees, ce n'est pas un réel problème. »
Le 17 février, le général de brigade Dennis Hejlik (en) déposa une demande urgente auprès du Corps des Marines pour obtenir 1 200 véhicules protégés contre ce genre d'embuscade (MRAP), spécialement conçus pour résister aux attaques d'engins piégés, pour qu'ils soient utilisés dans le gouvernorat d'Al-Anbar. Dans sa demande, le général Hejlik ajouta : "Les [Marines] ne peuvent pas continuer à perdre ... des pertes considérables à cause des DEI[s]. " Le Marine Corps ne donna officiellement pas suite à la demande pendant 21 mois. Hejlik prétendit plus tard qu'il faisait référence à des engins piégés qui "déchiraient les côtés des véhicules", et que le Corps des Marines avait déterminé que l'ajout de Humvees blindés supplémentaires fournirait une protection adéquate. Le lanceur d'alerte Franz Gayl n'était pas de cet avis et écrivit un rapport pour le Congrès affirmant que la demande avait été mise de côté parce que le Corps des Marines voulait utiliser les fonds pour développer le Joint Light Tactical Vehicle, un remplacement du Humvee qui ne deviendrait opérationnel qu'en 2012. Certains membres de l'armée se plaignirent que les Marines avaient une attitude presque désinvolte envers les DEIs. Un officier de l'armée à Ramadi rapporta qu'après avoir mis en garde contre le grand nombre d'engins piégés sur une route particulière, on lui rétorqua : "À moins qu'il n'y ait des gens qui fondent dans les Humvees, ce n'est pas un vrai problème."

### Vallée de l'Euphrate occidentale
Au printemps 2005, les gouvernements américain et irakien conclurent que le plus gros problème auquel était alors confronté l'Irak était les attentats à la voiture piégée d'AQI à Bagdad (en). Mais alors que les Irakiens voulaient se concentrer sur la périphérie de Bagdad où les véhicules étaient assemblés, le général George Casey, commandant de la Force multinationale I, conclut que le véritable problème était que des combattants étrangers pro-insurgés traversaient la frontière syrienne. Il ordonna aux Marines de lancer une campagne durant l'été pour sécuriser la vallée du fleuve Euphrate, à l'ouest - en anglais : "Western Euphrates River Valley", ou WERV (le terme sera réemployé dans l'article),,.
Le 7 mai 2005, un peloton du 3e Bataillon du 25e Marines près de Haditha fut à deux doigts d'être débordé par les insurgés, mais fut finalement sauvé par l'un de ses sous-officiers qui reçut par la suite la Croix de marine. Le lendemain, le second régiment de Marine commença à nettoyer les repaires d'insurgés dans la WERV. La première attaque majeure constitua en l'opération Matador, menée contre la ville d'Ubaydi, qui, selon CENTCOM, faisait office de zone de rassemblement pour les insurgés. Le 3e Bataillon du 25e Marines et le 3e Bataillon du 2e Marines (en) participèrent à l'attaque. Au moins 9 Marines furent tués et 40 autres furent blessés dans l'opération. Les insurgés reprirent apparemment pied dans la ville par la suite.
AQI était également intéressé par la WERV. Zarqawi avait recouvré sa base dans l'ouest d'Al-Anbar, avait déclaré Al Qaim comme sa capitale et opérait également depuis Hit et la "Haditha Triad" (constitué de Haditha, Barwanah et Haqlaniyah),,. Le 8 mai, le groupe d'insurgés Jamaat Ansar al-Sunna tendit une embuscade et tua une dizaine de mercenaires près de Hīt. Deux jours plus tard, le gouverneur d'Anbar Raja Nawaf Farhan al-Mahalawi fut enlevé et tué par des insurgés près de Rawah,. Il fut remplacé par Maamoon Sami Rasheed al-Alwani.
Le MEF commença alors une série d'opérations en juillet, sous le nom de l'opération Sayeed (en) ; en plus de débarrasser la Werv de l'IQA, Sayeed tentait également de fixer les conditions de participation des Anbaris au référendum constitutionnel de décembre. Ils lancèrent un grand nombre d'opérations militaires (en), qui aboutirent finalement à celle connue sous le nom d'opération Steel Curtain de novembre,. En août, le 3e Bataillon du 25e Marines dirigea l'opération Quick Strike (en), qui consistait en des missions de bouclage et de recherche dans la triade Haditha. Vingt Marines furent tués en deux jours : six tireurs d'élite furent pris en embuscade et tués par la Jamaat Ansar al-Sunna le 1er août, et quatorze Marines furent tués le 3 août lorsque leur véhicule d'assaut amphibie fut touché par une mine à l'extérieur de Haditha,,,.
Au mois d'octobre, plus d'Américains avaient été tués à Anbar que partout ailleurs en Irak. Les officiers superieurs des Marines avaient changé leurs discours, ne parlant plus de "victoire" mais cherchant plutôt à "contenir la violence et la contrebande à un niveau que les forces irakiennes pourraient un jour gérer".

### Octobre – décembre 2005
Le 5 novembre, le 2nd Marine Regiment débuta l'opération Steel Curtain contre la ville frontalière de Husaybah. Les Marines dressent un bilan de dix Marines et 139 insurgés tués dans l'offensive. Le personnel médical de Husaybah a affirmé que 97 civils avaient également été tués,. Le 1er décembre, dix Marines du 2e Bataillon du 7e Marines furent tués par un engin piégé massif lors d'une patrouille à pied à Fallujah.
Le 15 octobre, les habitants d'Anbar se sont rendus aux urnes pour décider ou non de ratifier la nouvelle constitution. Alors que le taux de participation (259 919 votes, soit 32% des électeurs) était significativement plus élevé qu'aux élections de janvier, les résultats étaient comparables : environ 97% des électeurs rejetèrent la constitution.  ,, Le 15 décembre, il y a eu une seconde élection pour le parlement irakien. Le taux de participation fut plus élevé encore : 585 429 votes, soit 86% des électeurs.
AQI lança une série d'attaques en Jordanie fin 2005, partiellement depuis leurs bases dans la province d'Al-Anbar. Le groupe avait déjà attaqué sans succès le point de contrôle de Trebil (en) le long de la frontière Irak-Jordanie en décembre 2004,. En août, deux navires de guerre américains basés à Aqaba, l'USS Kearsarge et l'USS Ashland, furent pris pour cibles avec des roquettes. La cellule responsable des attaques s'est alors enfuie en Irak. Le 9 novembre, trois Iraquiens d'Anbar furent à l'origine d'attentats-suicides à Amman, tuant 60 personnes. Un quatrième kamikaze, également d'Anbar, a été capturé.

## 2006

### Les tueries de Haditha

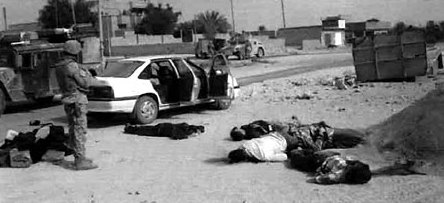
Cette photo, prise sur les lieux des tueries de Haditha, montre plusieurs Irakiens tués par des membres de la Compagnie Kilo, 3e Bataillon 1er Marines.

En mai 2006, le corps des Marines fut visé par des allégations selon lesquelles une escouade du 3e Bataillon du 1er Marines s'était déchaînée en novembre 2005 à Haditha, tuant 24 hommes, femmes et enfants irakiens non armés. L'incident s'était produit le 19 novembre 2005, à la suite d'une attaque à la mine contre un convoi qui tua le caporal suppléant Miguel Terrazas. À la suite de l'attaque, les Marines arrêtèrent une berline Opel blanche transportant cinq irakiens et les abattirent quand ils cherchèrent à s'enfuir  avant que le commandant de section n'arrive et prenne les commandes. Les Marines témoignent qu'ils essuyèrent ensuite des tirs provenant d'une maison voisine que les hommes de Frank Wuterich - dirigeant le squad de Marines présents - reçurent l'ordre de capturer. Les témoins oculaires, aussi bien irakiens que des Marines, assurèrent plus tard que l'équipe de Wutterich avait "nettoyé" la maison - et plusieurs autres à proximité - en jetant des grenades, puis en entrant dans les maisons et en tirant sur les occupants. Des divergences dans les témoignages existent quant à savoir si les tueries avaient été permises en vertu des règles d'engagement. Les Marines affirmèrent que les maisons avaient été "déclarées hostiles" et que la formation exigeait "que tous les individus dans une maison hostile soient fusillés". Les Irakiens affirmèrent quant à eux que les Marines avaient délibérément pris pour cible des civils. En plus des cinq hommes irakiens tués par la berline, dix-neuf autres hommes, femmes et enfants furent tués par l'équipe de Wutterich alors qu'ils prenaient d'assaut les maisons.
Des enquêtes internes commençèrent en février. Elles étaient menées par la Coalition militaire en Irak, à savoir l'Irak, le Naval Criminal Investigative Service (NCIS) (qui examina la scène) et le général Eldon Bargewell qui enquêta sur le comportement des Marines lors de la tuerie,. Un article de journal qui affirmait qu'un massacre avait eu lieu fut publié en mars. Le massacre d'Haditha devint une affaire nationale à la mi-mai, à la suite de commentaires provenant de le membre de Congrès américain (et ancien Marine) John P. Murtha. Ce dernier proclama à tort que le nombre de civils tués était bien supérieur au bilan officiel et que les Marines avaient tué des "civils innocents de sang froid" (en anglais "killed innocent civilians in cold blood"). Ce point de vue trouva un écho dans l'actualité :
- Dans une autre tuerie, un groupe de Marines a exécuté un iraqien puis a planté dans le sol un AK-47 près de son corps à Hamdania, près d'Abu Ghraib le 26 avril 2006
- Dans une vidéo controversée sur internet (clip musical du caporal Joshua Belile pour la chanson "Hadji Girl") mettant en scène un Marine qui tue en riant une famille Iraqienne[215],[216],[217]

L'enquête interne au sein de l'armée prit fin en juin. Bien que Bargewell n'ait trouvé aucune preuve d'une dissimulation, son rapport critiqua sévèrement le corps des Marines pour ce qu'il qualifia comme de "l'inattention et la négligence", ainsi "[qu']une réticence, à la limite du déni" de la part des officiers, en particulier des officiers supérieurs, pour accepter d'enquêter sur les décès de civils. Le commandant du MEF, le général Stephen Johnson, déclara plus tard que des morts parmi les civils se produisaient "tout le temps", et ne considéra pas le nombre élevé de morts comme particulièrement inhabituel. Il qualifia les décès de "coût des affaires liées à cet engagement militaire". Le 21 décembre 2006, l'armée américaine inculpa huit Marines dans le cadre de cette tuerie. Quatre des huit, dont Wuterich, furent accusés de meurtre non prémédité. Le 3 octobre 2007, l’enquêteur chargé de l’audience préliminaire recommanda que les accusations de meurtre soient abandonnées et que Wuterich soit jugé pour homicide par négligence. Par la suite, six accusés virent leur dossier abandonné et l'un d'eux fut déclaré non coupable. En 2012, Wuterich plaida coupable à un manquement à ses obligations en échange de l'abandon de toutes les autres charges retenues contre lui,. Au moins trois officiers, dont le commandant du bataillon, le lieutenant-colonel Jeffrey Chessani (en), furent officiellement réprimandés pour avoir omis de signaler et d'enquêter correctement sur les meurtres.

### Deuxième bataille de Ramadi

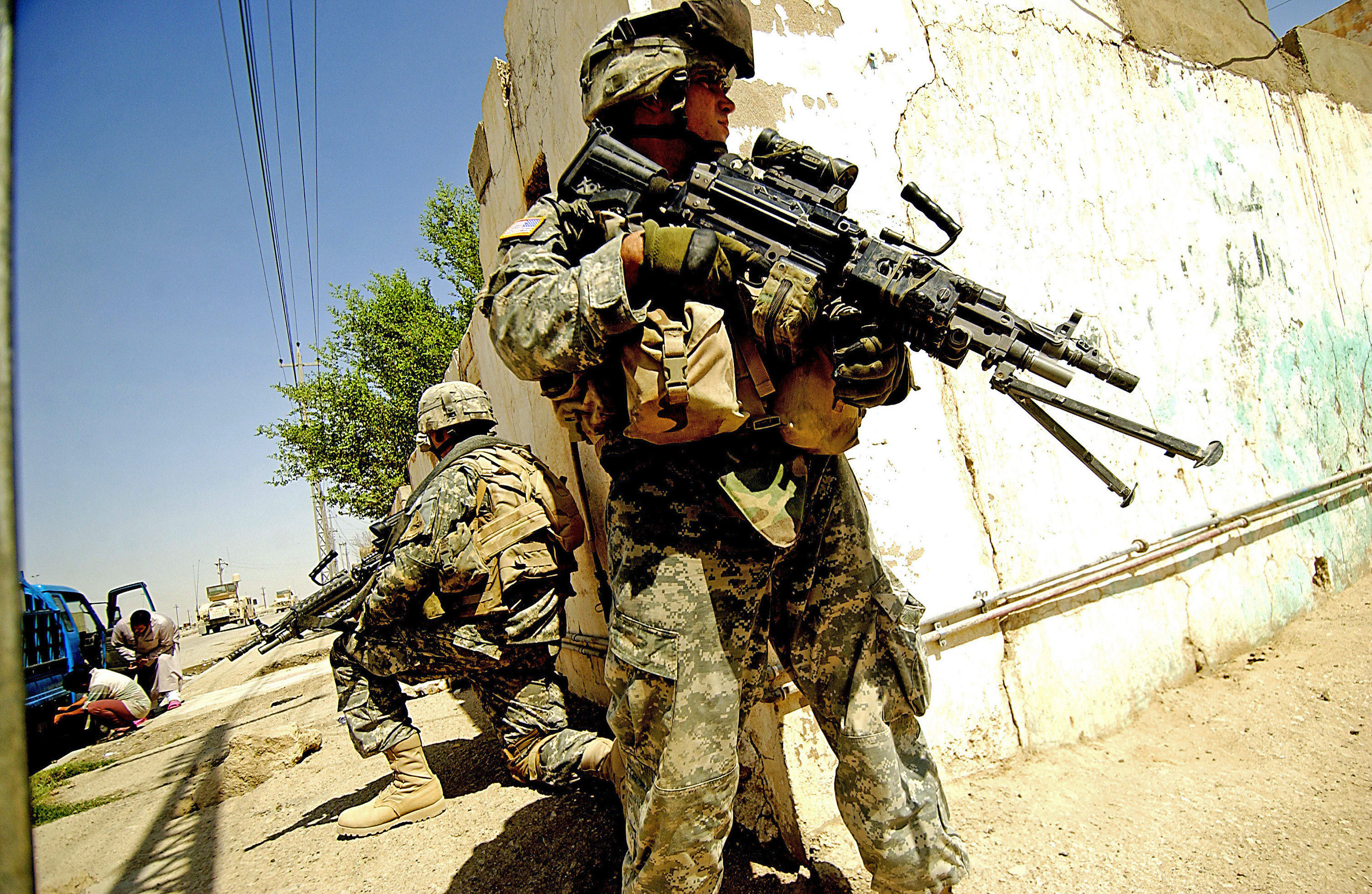
Des soldats américains du 6e Régiment d'infanterie prenant position au coin d'une rue lors d'une patrouille à pied à Ramadi, en août 2006

En juin 2006, le colonel Sean MacFarland (en) et la 1re division blindée furent déployés à Ramadi. Le colonel MacFarland reçut pour mission de "réparer Ramadi, mais ne pas reproduire Falloujah". De nombreux Irakiens supposaient que le 1er BCT se préparait exactement à ce type d'opération, avec plus de 77 chars M1 Abrams et 84 Bradley Fighting Vehicles , mais le colonel MacFarland avait un autre plan. Avant Ramadi, le 1er BCT était stationné dans la ville de Tal Afar, dans le nord du pays, où le colonel HR McMaster avait lancé en 2005 un nouveau type d'opération : "Clear, Hold, Build (en)" ("Débarrasser, Tenir, Construire"). Sous l'approche de McMaster, ses commandants ont saturé une zone de soldats jusqu'à ce qu'elle soit débarrassée des insurgés, puis l'ont tenue jusqu'à ce que les forces de sécurité irakiennes soient progressivement construites jusqu'à un stade où elles pourraient contrôler la zone. Comme dans d'autres opérations offensives, de nombreux insurgés fuirent la ville en prévision d'une grande bataille. Le 1er BCT emménagea dans certains des quartiers les plus dangereux de Ramadi et, à partir de juillet, construisit 4 avant-postes de combat (nombre qui sera plus tard porté à 18),. Les soldats contrôlèrent le territoire et infligèrent de nombreuses pertes aux insurgés au cours du processus,. Le 24 juillet, AQI lança sur des positions américaines une contre-attaque constituée d'un ensemble de 24 assauts, chacun d'environ 100 combattants. Malgré la présence signalée du chef de l'AQI, Abu Ayyub al-Masri, les insurgés échouèrent dans toutes leurs attaques et perdirent environ 30 hommes. Plusieurs officiers supérieurs américains, dont le général David Petraeus, comparèrent par la suite ces combats à la bataille de Stalingrad,. Malgré son succès, la Force multinationale et l'Irak continuèrent de considérer Ramadi comme un front secondaire par rapport à la guerre civile qui faisait alors rage à Bagdad et envisagea de déplacer deux des bataillons du colonel MacFarland à Bagdad. Le colonel MacFarland décrit même publiquement ces opérations comme "essayant de refroidir les ardeurs de Bagdad",.

### La deuxième bataille d'Habbaniyah
Les Marines américains de la 2e division du 3e Bataillon des Marines parcoururent la zone urbaine entre Ramadi et Fallujah dans le cadre d'une série d'opérations (les opérations RUBICON et SIDEWINDER (en)). Entre autres conséquences, ils perturbèrent les mouvements des insurgés d'Al-Qaïda et des rebelles sunnites aux abords des deux villes, et tuèrent ou capturèrent plus de 300 insurgés. L'action était essentiellement confiée à la compagnie Kilo, surnommée "Voodoo", dans les villes de Husaybah, Bidimnah et Julaybah, à la périphérie de Ramadi. Les Marines de cette compagnie tuèrent ou capturèrent 137 insurgés. 4 Marines furent tués au combat et 17 furent blessés.

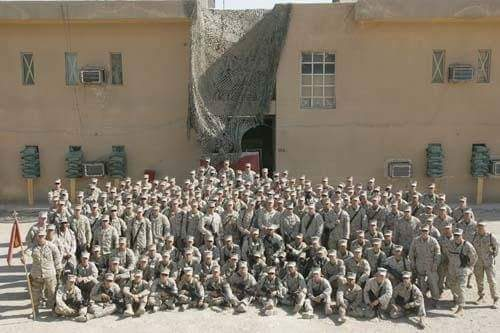

Au cours de ce déploiement qui s'étala sur sept mois, les combats entre Al-Qaïda et les Marines furent sporadiques mais intenses. Bien que seule une poignée de fusillades à grande échelle se produisirent - principalement dans la banlieue de Ramadi entre Habbaniyah et Julaybah - le contact entre les deux parties était régulier et quasi-ininterrompu. Les officiers de la compagnie Kilo signalèrent presque quotidiennement des tirs de tireurs d'élite, ainsi que des rencontres avec des engins piégés sur plus de 200 des 250 patrouilles de véhicules qu'ils ont effectuées.
Les opérations consistaient en un mélange d'opérations de «sweep-and-clear» (littéralement "balayage et nettoyage") en milieu urbin, de patrouilles de recensement et de suppression, et de contrôles de zones et de passages. Le bataillon était réparti sur un front de 30 kilomètres depuis les franges ouest de Fallujah jusqu'à la limite est de Ramadi.
Au cours de la bataille, 14 soldats du 3e Bataillon, 2e Marines furent tués et au moins 123 furent blessés. 12 des 14 victimes furent tués par des engins piégés, tandis que les deux autres furent mortellement touchés par des tirs de tireurs d'élite,,,.

### Mouvement d'éveil

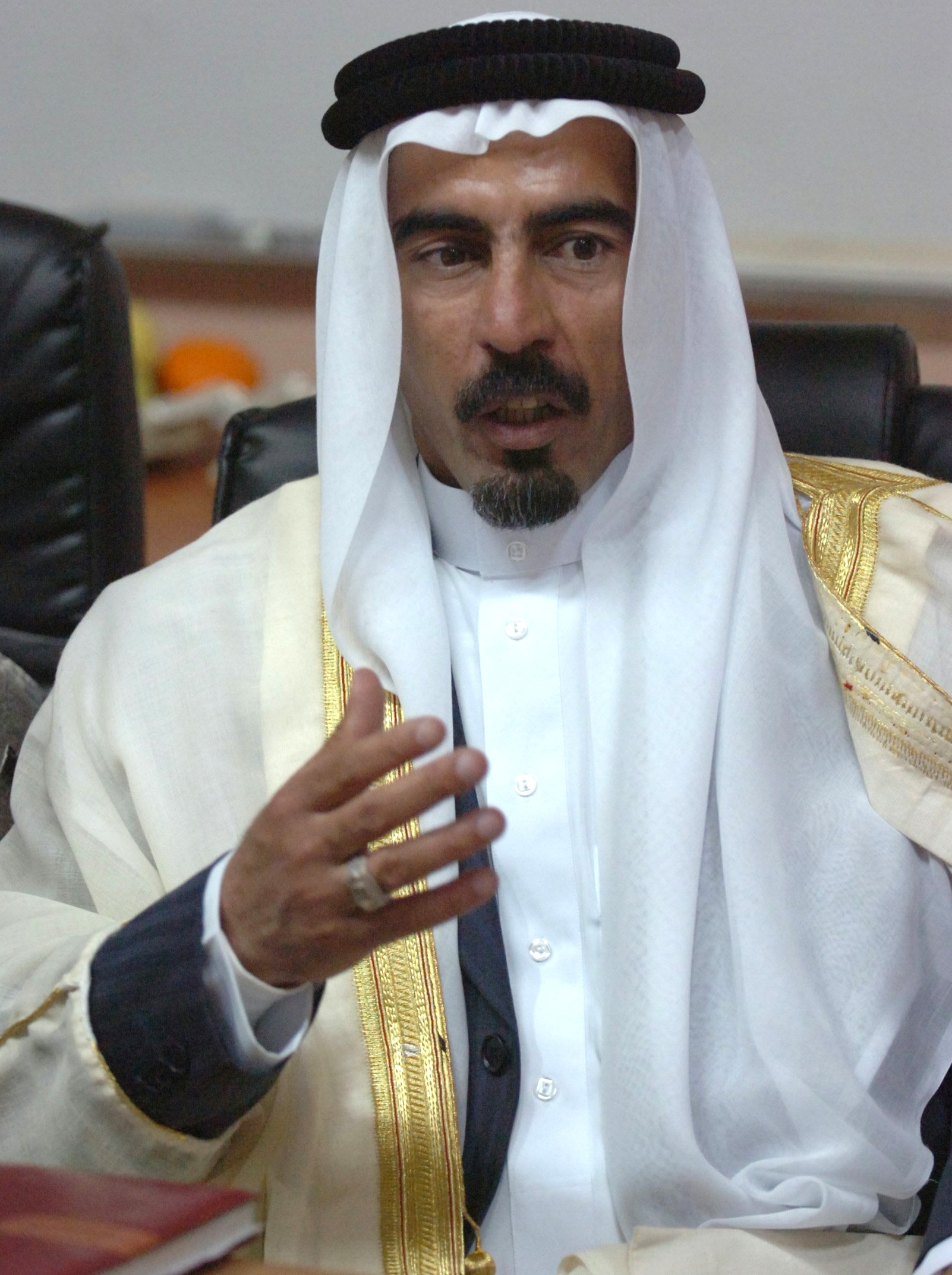
Cheikh Abdul Sattar Abu Risha, qui a dirigé le mouvement d'éveil jusqu'à sa mort en 2007.

Alors que la 1re brigade pénétrait dans Ramadi, elle commença à courtiser de manière intense les tribus locales dans le but d'augmenter le nombre de recrues de la police. Selon le colonel MacFarland, cette étape était essentielle, car "sans leur aide, nous ne pourrions pas recruter suffisamment de policiers pour reprendre toute la ville". Une fois les chefs de tribus reçurent la garantie que leurs hommes ne seraient pas envoyés en dehors de la ville, ils commencèrent à envoyer des recrues pour qu'elles s'engagent dans les forces de police. La stratégie fut payante : le nombre d'Irakiens rejoignant la police passa alors de 30 par mois avant juin 2006 à 300 par mois en juillet. AQI tenta de décourager le recrutement de policiers en attaquant l'un des nouveaux postes de police de Ramadi avec une voiture piégée le 21 août, tuant trois policiers irakiens. Ils assassinèrent dans le même temps le cheikh sunnite de la tribu Abu Ali Jassim, qui avait encouragé nombre des membres de sa tribu à s'engager dans la police irakienne. Les combattants AQI cachèrent le corps au lieu de le laisser à la tribu, violant les rites funéraires de l'islam et provoquant la colère de la tribu. Ce fut l'un des points de départ de ce qui devint plus tard une révolte tribale contre AQI. Selon David Kilcullen (en), qui deviendra plus tard Conseiller principal en contre-insurrection du général Petraeus, la révolte débuta vraiment après qu'AQI eut tué un cheikh qui refusa de leur donner ses filles en mariage.

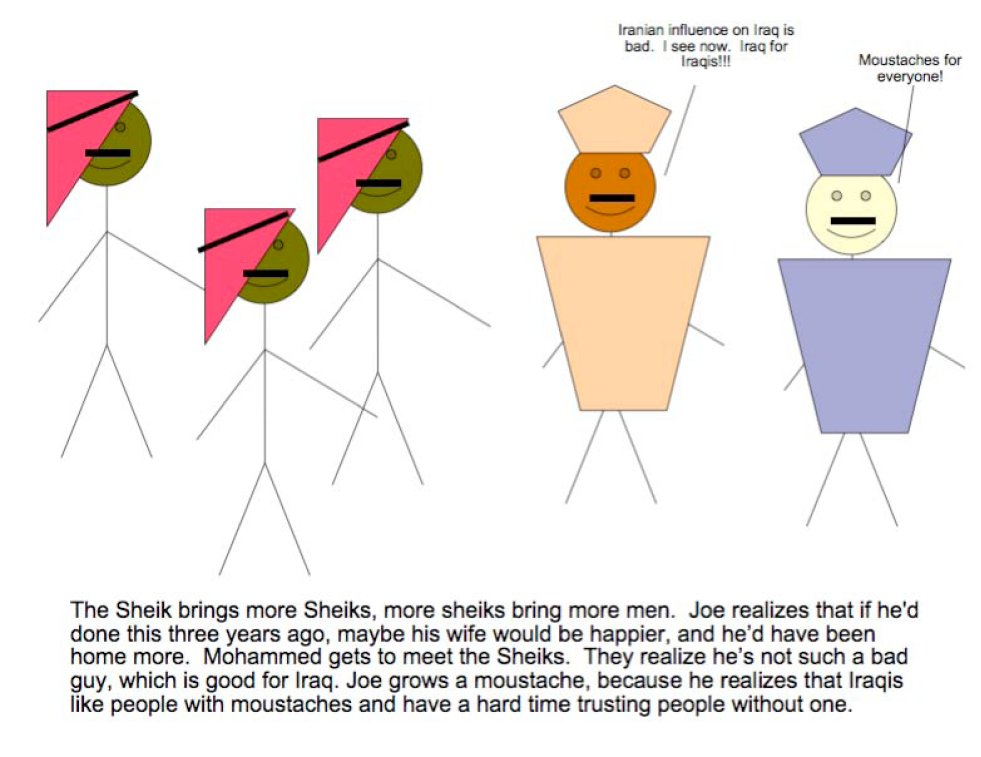
Diapositive sélectionnée du mémoire du capitaine Travis Patriquin «Comment gagner à Anbar» (Traduction : "Le Cheikh ramène avec lui plus de Cheikhs, qui eux-mêmes ramènent plus d'hommes. Joe réalise que s'il avait fait ça 3 ans plus tôt, peut-être que sa femme serait plus heureuse et qu'il serait plus souvent à la maison. Mohamed rencontre les Cheikhs. Ils se rendent compte que ce n'est pas un si mauvais bougre, et que c'est une bonne chose pour l'Irak. Joe se laisse pousser la moustache, parce qu'il réalise que les irakiens apprécient les gens qui portent une moustache et qu'ils ont du mal à faire confiance à quelqu'un qui n'en a pas.")

Pendant ce temps, l'un des subordonnés du colonel MacFarland, le lieutenant-colonel Tony Deane, avait gardé le contact avec un cheikh de la tribu Abu Risha, Abdul Sattar Abu Risha. En 2004 et 2005, le père de Sattar et trois de ses frères avaient été tués par AQI, mais il avait refusé de fuir,. Début septembre, Sattar déclara à Deane que sa tribu et plusieurs autres envisageaient de s'allier aux États-Unis et de mettre à bas le gouvernement de Bagdad. Le doyen en informa le colonel MacFarland, qui s'engagea à soutenir Sattar tant que Sattar continuera de soutenir le gouvernement irakien,. Le 9 septembre, Sattar et l'ancien gouverneur d'Anbar Fasal al Gaood (en), ainsi que 50 autres cheikhs, annoncèrent la formation du mouvement d'éveil d'Anbar. , Peu de temps après la réunion, le colonel MacFarland commença à entendre des rapports selon lesquels la police irakienne profitait de ses jours de repos pour opérer comme l'aile militaire du Réveil, et avait formé une police officieuse appelée "Thuwar al-Anbar". Thuwar al-Anbar mena des attaques terroristes contre des agents connus de l'IQA, pendant que le colonel MacFarland et ses soldats fermèrent les yeux.
Le colonel MacFarland demanda à son conseiller tribal, le capitaine Travis Patriquin, de préparer un dossier à destination du gouvernement irakien ainsi que pour le personnel et les journalistes du MEF, qui restaient tous sceptiques quant à l'armement des tribus sunnites qui pourraient un jour combattre le gouvernement dirigé par les chiites. Ce dossier, intitulé "Comment gagner à Al Anbar", a utilisé des personnages dessinés et un langage simple pour transmettre le message selon lequel le recrutement de milices tribales dans la police était une stratégie plus efficace que l'utilisation de l'armée américaine. Ricks qualifia le briefing de "peut-être le plus informel donné par l'armée américaine en Irak et le plus important". Il est devenu plus tard un phénomène viral sur Internet et est toujours utilisé comme outil de formation,,.
Après la formation du mouvement d'éveil, les épisodes de violence s'intensifièrent à Ramadi. Le 29 septembre 2006, un insurgé lança une grenade sur un toit où un groupe de Navy SEAL était positionné. L'un d'eux, maître d'armes de deuxième classe Michael A. Monsoor, se servit de son corps pour contenir la déflagration de la grenade et fut tué. Il reçut par la suite la médaille d'honneur. Le 18 octobre, l'organisation faîtière d'AQI, le Mujahideen Shura Council, déclara officiellement que Ramadi appartenait désormais à l'État Islamique en Irak.

### Opération Al Majid
Dans le même temps où l'Éveil progressait, Anbar était toujours considéré comme une cause perdue. À la mi-août, le colonel Peter Devlin, chef du renseignement du corps des Marines en Irak, donna un exposé particulièrement explicite sur la situation d'Al-Anbar au général Peter Pace, président des chefs d'état-major interarmées. Devlin déclara que les États-Unis ne pouvaient pas vaincre militairement AQI à Al-Anbar, car "AQI [était] devenu une partie intégrante du tissu social de l'ouest de l'Irak". Il ajouta qu'AQI avait "éliminé, englobé, marginalisé ou coopté" tous les autres insurgés, tribus ou institutions gouvernementales sunnites de la province. Devlin pensait que le seul moyen de rétablir le contrôle de la province était de déployer une division supplémentaire à Al-Anbar, le tout couplé à des milliards de dollars d'aide, ou en créant une "force paramilitaire de taille importante et légalement approuvée". Il conclut que tout ce que les Marines avaient accompli était d'empêcher que les choses ne soient "bien pires". Début septembre, le rapport du colonel Devlin fuita vers le Washington Post,. Le commandant du MEF, le général de division Richard Zilmer, répondit aux questions de la presse concernant la déclaration selon laquelle le gouvernorat d'Anbar avait été perdu. Zilmer déclara qu'il était d'accord avec l'évaluation, mais ajouta que sa mission était uniquement de former les forces de sécurité irakiennes. Il ajouta que s'il lui était demandé d'atteindre un objectif plus large, il aurait besoin de plus de forces, mais qu'envoyer plus d'Américains à Anbar ne pacifierait pas la province et que le seul chemin vers la victoire était pour les sunnites d'accepter le gouvernement irakien.
Les premières opérations offensives à l'extérieur de Ramadi prirent également place fin 2006, avec la construction de talus en terre (bermes) de près de 2,4m de haut autour de plusieurs villes irakiennes dans l'ouest d'Anbar: Haditha, Haqlaniyah (en), Barwanah (en), Rutbah et Anah. Ces constructions faisaient partie de l'opération nord-américaine Al Majid (en), dont le but était de sécuriser et de tenir militairement plus de 78 000 km2 de terrain dans l'ouest d'Anbar. Avant cette opération, un précédent commandant de bataillon avait observé que son unité n'avait pas les effectifs suffisants pour contrôler à la fois les routes principales et les villes de la "triade Haditha", que l'armée irakienne était aussi peu renseignée qu'eux et que les insurgés se débarrassaient de quiconque fournissait des informations aux forces de la coalition. Le 2nd Battalion 3rd Marines (en) avait perdu plus de 23 Marines en seulement deux mois en essayant de tenir la zone,. En plus des talus et avec l'aide d'une figure locale connue sous le nom de colonel Faruq, les Marines mirent en place des points de contrôle à des points de passages stratégiques pour réglementer les entrées et sorties des zones. Début janvier, les attaques dans la zone étaient passées de 10 à 13 par jour à moins d'une attaque par jour.
Le rapport du Groupe d'étude sur l'Irak, publié le 6 décembre, admit que le mouvement d'éveil avait "commencé à prendre des mesures", mais conclut aussi que "les Arabes sunnites n'ont pas pris la décision stratégique d'abandonner l'insurrection violente en faveur du processus politique" et que le la situation générale à Anbar «se détériorait». Le même jour, le capitaine Patriquin fut victime, avec la major Megan McClung (en), d'une bombe placée au bord de la route à Ramadi. Cette dernière fut la première femme officier de marine à mourir en Irak,,,. Après l'exécution de Saddam Hussein, la famille de ce dernier envisagea de l'enterrer à Ramadi à la suite de l'amélioration de la sécurité dans la ville. Le 30 décembre, un nombre inconnu de loyalistes près de Ramadi prit part à une marche, en brandissant des portraits de Saddam Hussein et en agitant des drapeaux irakiens.

## 2007

### L'essor
Dans son discours sur l'état de l'Union du 23 janvier 2007, le président Bush fit part de son intention de déployer plus de 20 000 soldats et marines supplémentaires en Irak dans ce qui fut appelé "the Surge" (ce qui peut se traduire par l'essor, l'élan, ou l'augmentation). 4 000 d'entre eux furent affectés à Al-Anbar, que le président considérait comme étant devenu à la fois un foyer d'AQI et un centre de résistance contre AQI Au lieu de déployer de nouvelles unités, le Corps des Marines opta pour un déploiement plus large de plusieurs unités déjà présentes dans la province d'Al-Anbar : les 1er Bataillon 6e Marines, 3e Bataillon 4e Marines et 15e Marine Expeditionary Unit (en) (MEU). Le 15e MEU serait plus tard remplacé par le 13e MEU (en),.
AQI avait ses propres offensives planifiées pour 2007. Sur janvier et février 2007, l'organisation abattit un total de huit hélicoptères (en) dans tout l'Irak, dont deux sur Al-Anbar. L'un d'eux fut abattu par un missile sophistiqué SA-14 ou SA-16 le 7 février, près de Karmah, tuant cinq Marines et deux marins,. AQI entreprit aussi une série d'attentats au chlore (en) près de Ramadi et Fallujah. La première attaque de cette nature eut lieu le 21 octobre 2006 : une voiture piégée transportant douze obus de mortier de 120 mm et deux réservoirs de chlore de près de 45kg chacun explosèrent à Ramadi. La campagne d'AQI s’intensifia en janvier 2007. Pendant cinq mois, AQI mena une série d’attaques kamikazes sur Al-Anbar à l’aide d’engins explosifs conventionnels mélangés à du chlore gazeux. Les attaques furent en général mal préparées : l'agent chimique brûlait au lien de se disperser,,,.
AQI poursuivit également les assassinats. Le 19 février, AQI tenta de tuer Sheikh Sattar dans son complexe avec deux voitures piégées. Le cheikh fut manqué, mais les attentats tuèrent onze autres personnes. Quelques jours plus tard, la mosquée d'Habbaniyah, tenue par un imam qui s'était prononcé contre AQI, fut prise pour cible par un kamikaze lors de la prière du vendredi, faisant 39 morts et 62 blessés. En juin, un groupe de cheikhs d'Al-Anbar alors réunis à l'hôtel Al Mansour (en) de Bagdad fut attaqué par un kamikaze, faisant 13 morts, dont Fasal al Gaood, et 27 blessés. Le 30 juin, un groupe de 70 combattants de l'AQI prévoyaient de mener une attaque de grande ampleur à Ramadi contre les chefs tribaux et la police de la ville, et notamment contre le Cheikh Sattar. Durant leur opération, ils tombèrent sur une escouade du 1er Bataillon, 77th Armour Regiment près de Donkey Island (en), et l'engagement qui en découla dura toute la nuit. Ce dernier eut comme bilan treize Américains morts ou blessés et la moitié des combattants AQI tués.

### MRAP

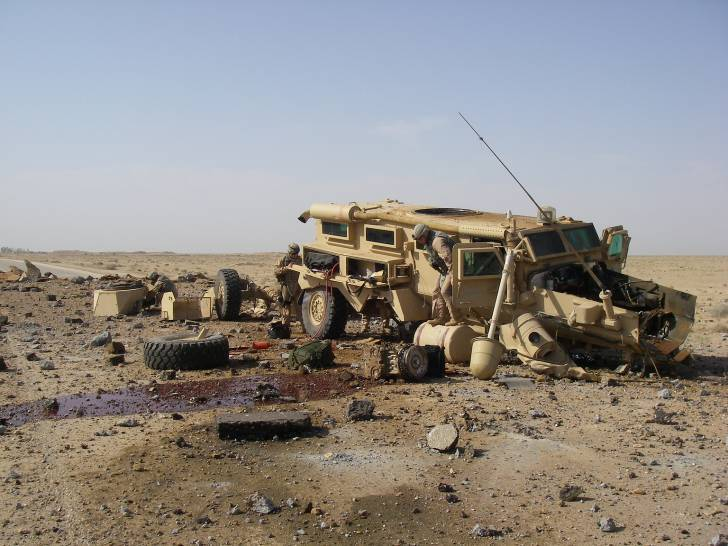
Ce MRAP sur cette photo a été touché par une mine de 140 kg dans la province d'Al Anbar en 2007. Tous les membres d'équipage ont survécu à l'explosion.

Alors que la campagne d'Al Anbar entrait dans sa quatrième année, le Corps des Marines prit une décision qui leur apporta un avantage stratégique. Ils commencèrent à utiliser un véhicule conçu à l'origine dans les années 1970 pour résister aux attaques de mines : le véhicule Mine Resistant Ambush Protected (MRAP - en français, le véhicule protégé contre les mines en embuscade),. Dès 2004, le Marine Corps avait admis la nécessité d'un remplacement de ses Humvees blindés qui ne protégeait pas les soldats des mines. Les quelques véhicules Cougar (en) MRAP initialement déployés avaient donné des résultats très satisfaisants : en 2004, les Marines n'avaient subi aucun mort lors de plus de 300 attaques de mines lorsque des Cougar étaient touchés. En avril 2007, le général Conway estima que l'utilisation généralisée du MRAP sur Al-Anbar pourrait diminuer le nombre de pertes humaines relatives aux mines. Maintenant commandant du Corps des Marines, il demanda 3000 MRAP supplémentaires pour Anbar et expliqua aux chefs d'état-major interarmées qu'il voulait exiger que chaque Marine voyageant à l'extérieur des bases le fasse à bord d'un de ces véhicules. En avril, le commandant adjoint du MEF rapporta que lors des 300 attaques dont les MRAP avaient été la cible sur Al-Anbar depuis janvier 2006, aucun Marine n'avait été tué. Le 8 mai 2007, le secrétaire à la Défense, Robert Gates déclara que la généralisation de l'utilisation de véhicules MRAP devenait la priorité du ministère de la Défense. 1,1 milliard de dollars y furent alors dédiés. Le corps des Marines acheta et déploya un grand nombre de véhicules MRAP en 2007,,. En octobre de cette année, le général Conway décrivit le MRAP comme «l'étalon or» de la protection des forces. Les décès causés par les attaques aux mines chutèrent. En juin 2008, USA Today publia que les attaques à la bombe et les décès en Irak avaient chuté de près de 90%, en partie à la suite de l'utilisation des véhicules MRAP.

### Operation Alljah
En juin, le Corps des Marines a lancé l'opération Alljah (en) pour sécuriser Falloujah, Karma, Zaidon (en) et la région de Tharthar dans l'est d'Anbar. Ces régions sont tombées sous l'effet de l'opération Phantom Thunder (en), une offensive générale en Irak faisant intervenir des divisions américaines et irakiennes sur plusieurs fronts pour tenter de supprimer les insurgés des zones entourant Bagdad,. Fin 2006, le 1er Bataillon du 25e Marines (en) avait remis Fallujah à l'armée et à la police irakiennes, qui préféraient rester aux points de contrôle et ne pas patrouiller dans la ville. Le colonel Richard Simcock, dont le 6e Régiment de Marines avait repris la ville, admit plus tard que les Marines s'étaient retirés trop tôt. En juin, il envoya le 2e Bataillon du 6e Marines à Falloujah. La ville fut subdivisée en dix zones et les Marines et la police irakienne furent répartis dans chacune. Le but était de reproduire les opérations du 1er Bataillon du 6e Marines à Ramadi.

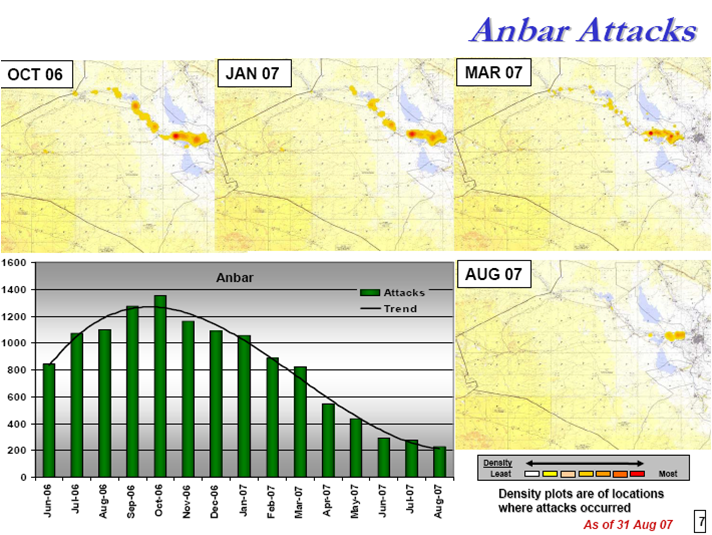
Un graphique produit par l'armée américaine montre la diminution des attaques des insurgés irakiens dans le gouvernorat d'Al Anbar d'octobre 2006 à août 2007.

En mai, le général Gaskin débuta la planification de la reprise de la ville de Karmah, qui se trouvait à califourchon sur une route principale d'approvisionnement entre Falloujah et Bagdad et qui constituait un important repaire d'insurgés. Karmah ne s'étendait pas sur un périmètre définissable, ce qui rendait l'accès aux étrangers facile, ce qui fut par exemple le cas lorsque les insurgés fuirent vers Karmah après avoir été repoussés hors de Bagdad. Gaskin envoya l'un de ses collaborateurs en Jordanie pour rencontrer le Cheikh Mishan, chef de la plus grande tribu de Karmah, les Jumayli. Le Cheikh Mishan s'était enfui en Jordanie en 2005 après avoir reçu des menaces d'AQI. L'assistant de Gaskin a réussi à persuader le Cheikh de revenir en juin, avec l'aide du 2nd Battalion 5th Marines (en),,. En octobre, on ne recensait quasiment plus aucune attaque des insurgés.
En mai, la 13e MEU prit position à Tharthar, une zone de près de 2 500 km2 et qui constituait le dernier refuge d'AQI en Al-Anbar. Les objectifs poursuivis était d'empêcher les déplacements des insurgés entre les provinces d'Al-Anbar et de Salah ad-Din d'une part et de Bagdad d'autre part, et de découvrir des caches d'armes. Ils rencontrèrent peu de résistance et les insurgés s'enfuirent pour la plupart. Ils laissèrent derrière eux plus de 400 mines pour entraver la progression des Marines. Au cours d'une fouille, les Marines tombèrent sur 18 tonnes d'explosifs artisanaux et plus de 21 tonnes d'engrais au nitrate d'ammonium. Ils découvrirent également plusieurs charniers, dénombrant au total plus de 100 victimes laissées par AQI. La région de Tharthar fut considérée comme sûre en août,. L'opération Alljah fut l'une des dernières offensives importantes d'Anbar. Après la fin octobre, des semaines entières s'écoulèrent sans victime.

### Les USA proclament la victoire
« When you stand on the ground here in Anbar... you can see what the future of Iraq can look like. »
— Le président George W. Bush, le 3 septembre 2007
        
« Lorsque vous êtes sur le sol d'Anbar, vous pouvez voir à quoi peut ressembler le futur de l'Irak. »

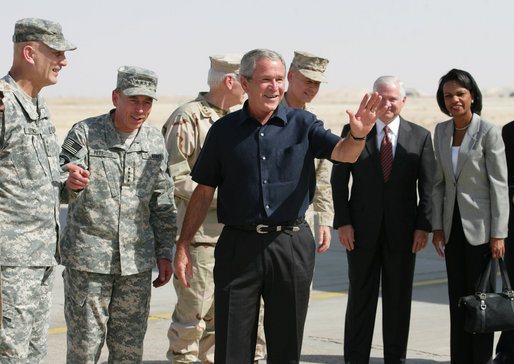
Le président George W. Bush et un groupe de généraux et de conseillers de haut rang à la base aérienne d'Al Asad, septembre 2007.

Le président Bush se rendit le 3 septembre par avion à la base aérienne d'Al Asad, dans le gouvernorat d'Al-Anbar, pour présenter ce qu'il qualifia de "succès militaire" et ce "à quoi pourrait ressembler l'avenir de l'Irak".
Sur place, il rencontra les plus hauts dirigeants américains et irakiens et y tint un "conseil de guerre". Frederick Kagan (en), l'un des "architectes intellectuels" de Surge, a qualifié la visite de "Gettysburg" de la guerre en Irak et nota que Bush considérait qu'Anbar était "suffisamment en sécurité pour que le cabinet de guerre des États-Unis d'Amérique s'y réunisse avec la haute direction du gouvernement irakien pour discuter de la stratégie. ",
Le 10 septembre, soit une semaine après la visite de Bush, fut présenté au Congrès un Rapport au Congrès sur la situation en Irak (en). Le général David Petraeus qui présenta le rapport (corédigé avec l'ambassadeur Ryan Crocker) souligna en particulier que des améliorations significatives pouvaient être constatées dans la province d'Anbar, considérant que le changement dans les soulèvements tribaux était "le développement le plus significatif des 8 derniers mois". Il mentionna des améliorations spectaculaires concernant la sécurité, déclarant que le nombre d'attaques ennemies étaient passé d'un record de 1 350 en octobre 2006 à environ 200 en août 2007. L'ambassadeur Crocker fit quant à lui référence au gouvernorat d'Anbar dans son témoignage au Congrès. Il prit soin de se mettre en avant dans la victoire sur AQI en surestimant son rôle et mit en avant la contribution du soulèvement tribal dirigé principalement contre les "excès" d'AQI. Il évoqua le fait que le gouvernement iraquien avait recruté "21 000 Anbaris [dans] des postes de police", une désignation soigneusement choisie car nombre de ces recrues constituaient des milices tribales.
Trois jours plus tard, le 13 septembre, le Cheikh Sattar et trois autres hommes furent tués par une bombe posée près de sa résidence à Ramadi. AQI revendiqua l'attaque et vingt personnes furent arrêtées pour des liens avec le meurtre, dont notamment le chef de la sécurité du cheikh. Environ 1 500 personnes furent présents aux funérailles de Sheikh Sattar, y compris de hauts responsables irakiens et américains. La direction du Conseil de salut d'Anbar (en) passa alors dans les mains du frère du Cheikh Sattar, le Cheikh Ahmed Abu Risha. En décembre, le chef adjoint d'Al-Qaïda, Ayman al-Zawahiri, diffusa une interview dans laquelle il niait le fait que les tribus de la province d'Anbar soutienaient les Américains, les félicitant comme "nobles et honorables" et qualifiant le réveil de "racaille"

## 2008-2011

### Transition
À partir de février 2008, les forces américaines débutèrent leur passation des contrôles politique et militaire de la province aux Irakiens d'Anbar. Le 14 février, le 1er Bataillon du 7e Marines (en) se retira de Hīt. Deux jours plus tard, les forces américaines et irakiennes lancèrent une opération héliportée conjointe, dans le but de mettre en avant les forces de sécurité irakiennes. Plus important encore, fin mars, les deux divisions de l'armée irakienne présentes dans le gouvernorat d'Anbar (les 1re (en) et 7e divisions (en)) furent déployées au sud pour participer à la bataille de Bassorah. Leur participation permit plusieurs choses : gagner la bataille, renforcer en conséquence le gouvernement, et mettre en avant les principales améliorations apportées à l'armée irakienne. Le 26 mars 2008, l'escadron B de la SAS britannique dans le cadre de la Force opérationnelle Knight fut missionné pour détruire une maison de fabricants de bombes terroristes aux premières heures du jour. Après avoir tenté d'appeler et en l'absence de réponse, ils prirent d'assaut la maison. Ils furent accueillis par une pluie de tirs et quatre de leurs hommes furent blessés. Un terroriste provenant d'un autre bâtiment rejoignit la fusillade. Avec le soutien d'un l'hélicoptère, le SAS maintint la pression et poursuivit leurs cibles qui s'étaient réfugiées dans une autre maison. Les insurgés utilisèrent des civils comme otages, qui furent accidentellement tués par la suite en même temps que les terroristes. Un opérateur du SAS perdit la vie.
Plus tôt en janvier, le chef de l'AQI, Ayyub al-Masri, commanda à ses combattants d'Anbar de "réduire les massacres aveugles massifs" et de "reconcentrer les attaques contre les troupes américaines, les sunnites coopérant étroitement avec les forces américaines et les infrastructures irakiennes". AQI ordonna également à ses combattants d'éviter de cibler les membres des tribus sunnites et offrit même une amnistie aux chefs de tribus participant à l'Éveil d'Anbar. Le 19 avril, al-Masri appela à une offensive d'un mois contre les forces américaines et irakiennes. À Anbar, cette offensive commença officieusement quatre jours plus tôt, lorsque 18 personnes (dont cinq policiers iraquiens) furent tuées dans deux attentats-suicides près de Ramadi. Le 22 avril, un kamikaze fonça avec son véhicule dans un point de contrôle aux portes de Ramadi, occupé par plus de 50 Marines et policiers irakiens. Deux Marines tirèrent sur le chauffeur qui se fit exploser plus tôt que prévu. Les gardes du poste de contrôle furent tués et blessèrent 26 Irakiens. Les deux Marines décédés reçurent à titre posthume la Croix de marine. Le 8 mai, un groupe d'insurgés franchit la frontière syrienne près d'Al Qaim et tua 11 policiers et officiers militaires irakiens. Ce même jour, quatre Marines furent victimes d'une explosion au bord de la route à Lahib, un village agricole à l'est de Karmah. Le 16 mai, un kamikaze attaqua un poste de police de Fallujah, provoquant quatre morts et neuf blessés.

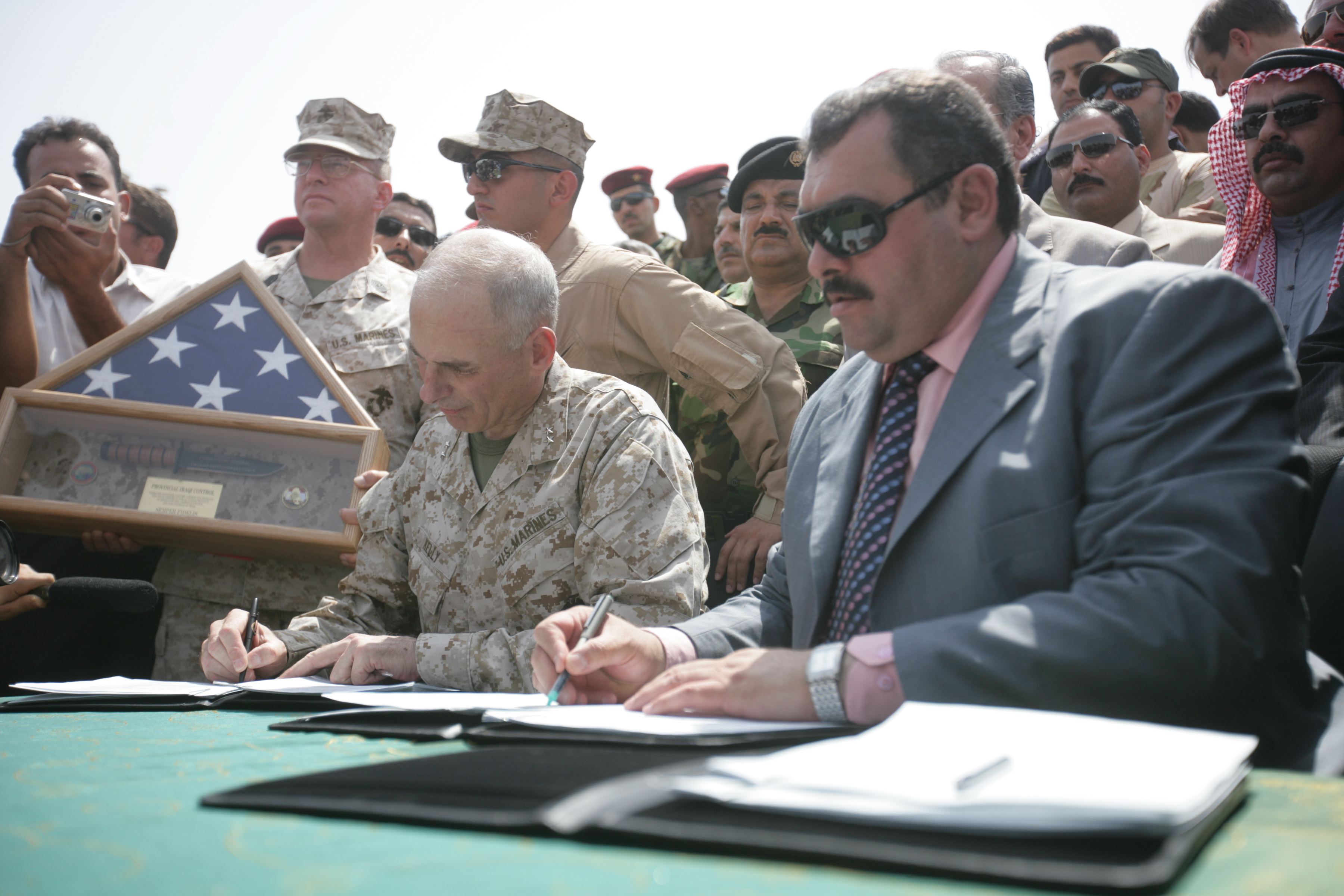
Le major-général John F. Kelly et le gouverneur Maamoon Sami Rasheed al-Alwani signent des documents encadrant le contrôle irakien de la province d'Al-Anbar, le 1 septembre 2008.

En juin, il fut annoncé que le gouvernorat d'Al Anbar serait la dixième province à être transférée au contrôle irakien provincial (en), et la première province sunnite. Cette passation avait été reportée à cause de la météo et d'un attentat-suicide le 26 juin à Karmah (en) lors d'une réunion entre des cheikhs sunnites et des Marines américains. Cet attenta fit plus de 23 morts, dont trois Marines,. En juillet, le candidat à la présidence Barack Obama, se rendit à Ramadi et y rencontra le gouverneur Rasheed, le cheikh Abu Rish et 30 autres cheikhs et hauts responsables militaires. Lors de la réunion, Obama leur promit que "les États-Unis n'abandonneront pas l'Irak" (son adversaire, John McCain, avait rendu visite à Haditha en mars 2008),,. Le 26 août, les dirigeants irakiens signèrent le "Command and Control Memorandum of Understanding" (protocole d'accord de commandement et de contrôle) lors d'une cérémonie au centre de gouvernance d'Anbar. Cette signature constitua une étape vers la prise de contrôle des Irakiens. Moins d'une semaine plus tard, le 1er septembre, la transition devint officielle.

### Le retrait progressif
La dernière action militaire majeure dans le gouvernorat d'Al Anbar eut lieu le 26 octobre 2008, lorsqu'un groupe de forces spéciales de l'armée mena un raid en Syrie (en) pour y tuer Abu Ghadiya (en), le chef d'un réseau de combattants étrangers qui provenaient de la Syrie. Anbar continua de jouer un rôle important dans l'insurrection irakienne. Le même mois, AQI annonça la formation de l'État islamique en Irak (ISI), un groupe de coordination dirigé par Abu Omar al-Baghdadi, un religieux d'Anbar. Après avoir abattu Al-Baghdadi et Al-Masri à Tikrit en avril 2010, les États-Unis crurent que le nouveau chef de l'AQI / ISI serait Abu Dua al-Badri, un ancien émir de Rawa marié à une femme de Fallujah.
Fin 2008, les forces américaines commencèrent à concentrer leurs actions hors des villes de l'Irak, confiant la tâche de maintenir la sécurité de ces dernières aux forces irakiennes. Les Marines se sont retirés de Fallujah et du barrage Haditha en novembre et décembre. Le caporal suppléant Brandon Lara du 3e Bataillon du 4e Marines fut le 19 juillet 2009 le dernier militaire américain tué dans la province d'Al-Anbar. Début août, une unité de Marines opérant à Anbar localisa et récupéra le corps du capitaine de la marine Scott Speicher (en), qui avait été porté disparu depuis la guerre du Golfe en 1991. Les experts et de nombreux Irakiens craignaient que l'IQA ne refasse surface et ne tente des attaques massives pour déstabiliser le pays. Il y eut une augmentation du nombre d'attentats-suicides, et AQI reprit des forces jusqu'en novembre 2009 et a sembla lancer un effort conjoint pour paralyser le gouvernement,.
Il y eut plusieurs d'attentats (en) à la voiture piégée à Ramadi, Haditha et Al Qaim à la suite du retrait américain des villes irakiennes le 30 juin. Au cours des derniers mois de l'année, de nouvelles attaques, principalement des assassinats, eurent lieu autour de Fallujah et d'Abou Ghraib. En octobre, deux attentats à la bombe firent 26 morts et 65 blessés lors d'une réunion de réconciliation à Ramadi. En décembre, un double attentat-suicide coordonné à l'extérieur de l'enceinte du gouvernement de Ramadi tua 25 personnes et blessa grièvement le gouverneur Qasim Al-Fahdawi (en), qui y perdit un bras.
Les violences continuèrent au cours des derniers mois de 2011. En septembre, un bus transportant des pèlerins chiites de la province voisine de Karbala fut stoppé à l'extérieur de Ramadi et 22 passagers furent exécutés. Cet événement incita la ville de Karbala à annexer des parties du sud d'Anbar, y compris la ville de Nukhayb. En novembre, le conseil provincial d'Anbar a annoncé qu'il envisageait de former une région semi-autonome avec d'autres gouvernorats dans les zones sunnites d'Irak.
Alors que les Américains se retiraient, de nombreux Irakiens et Américains questionnèrent les capacités des forces de sécurité irakiennes, en particulier celles de la police, à protéger la province. D'autres manifestèrent leur scepticisme sur une possible domination de l'Iran sur l'Irak et si le gouvernement irakien serait en mesure d'assurer la sécurité de sa population,. Un Irakien en colère a décrit l'héritage américain comme "une destruction totale... vous êtes juste venus, vous avez détruit, et vous êtes partis. " Un journaliste de Fallujah prédit que le gouvernement irakien continuerait d'avoir des problèmes avec la province d'Anbar, déclarant que : "Anbar était le point de départ de l'instabilité en Irak. C'est là que la stabilité est revenue. Et c'est de là que l'instabilité pourrait revenir. "

### Le retrait

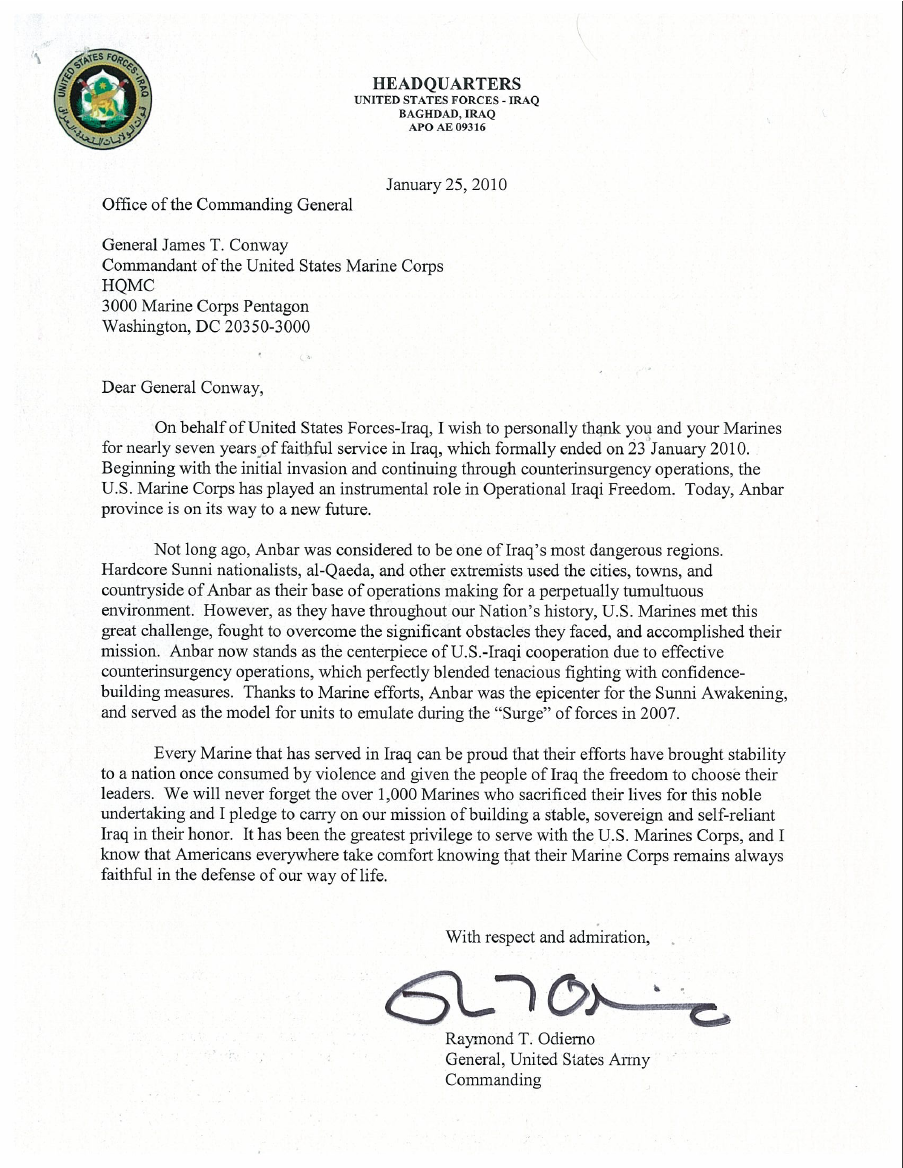
Lettre du commandant général MNF-I, Raymond T. Odierno, aux Marines déployés dans la province d'Al-Anbar.

L'armée américaine déployée dans le gouvernorat d'Al Anbar connut une série de réorganisations entre fin 2009 et début 2010. Les dernières forces étrangères non américaines quittèrent l'Irak le 31 juillet 2009. A cette occasion, ce qui était nommé jusqu'à présent la "Multi-National Forces West" devint la "United States Force – West" (respectivement : les forces multi-nationales occidentales, et la force nord-américaine occidentale). Le 23 janvier 2010, le corps des Marines quitta officiellement le gouvernorat d'Anbar et l'Irak,. Ses missions furent transmises à la 1re division blindée de l'armée américaine. L'Armée de terre fusionna rapidement la "United States Division West" (division occidentale nord-américaine) avec la "United States Division – Baghdad" (division nord-américaine de Bagdad). Cette dusion fut nommée "division centrale nord-américaine" (United States Division – Center) et eut pour mission de conseiller les forces irakiennes à Anbar et à Bagdad. En décembre 2010, la 25th Infantry Division prit à sa charge la responsabilité de la province d'Anbar. Le 7 décembre, les États-Unis transmirent le contrôle de leur dernière base dans la province d'Al-Anbar, Al Asad, au gouvernement iraquien. Une semaine plus tard, des centaines de résidents de Fallujah célébrèrent leur retrait en brûlant des drapeaux américains dans la ville,.

## Violation des droits de l'homme
Dans la province d'Al-Anbar, les deux camps commirent des violations des droits de l'homme, souvent en impliquant des civils dans le conflit. Fin 2005, les abus étaient devenus si courants qu’un officier américain y faisait référence de la manière suivante "découvrant... 20 corps ici, 20 corps là-bas" (en anglais : "discovering... 20 bodies here, 20 bodies there"). Le chef du MNF-W qualifia ces pertes civiles "d'un coût pour faire des affaires".
Pendant l'opération Rideau d'acier, des insurgés s'introduisaient de force dans les maisons de la population. Ils y prenaient des otages lors de combats avec les forces américaines. Cer derniers détruisirent souvent les habitations. Une famille irakienne sunnite expliqua comment, en 2006, elle avait fui les violences depuis Bagdad vers Hīt. Pendant leur séjour d'un an à Hīt, ils virent des combattants d'AQI kidnapper un homme pour avoir osé leur tenir tête ; les combattants sont revenus jeter plus tard le corps de l'homme sur le pas de sa porte. La famille vit également une patrouille américaine frappée par une mine devant leur maison et avait crain des représailles de leur part. Un cheikh irakien raconta pour sa part comment il avait été accidentellement abattu et arrêté par les Américains puis jeté dans la prison d'Abou Ghraib où il avait été torturé. Après sa libération, il fut pris pour cible par des insurgés de Fallujah qui pensaient qu'il était un espion américain.

### Par la Coalition

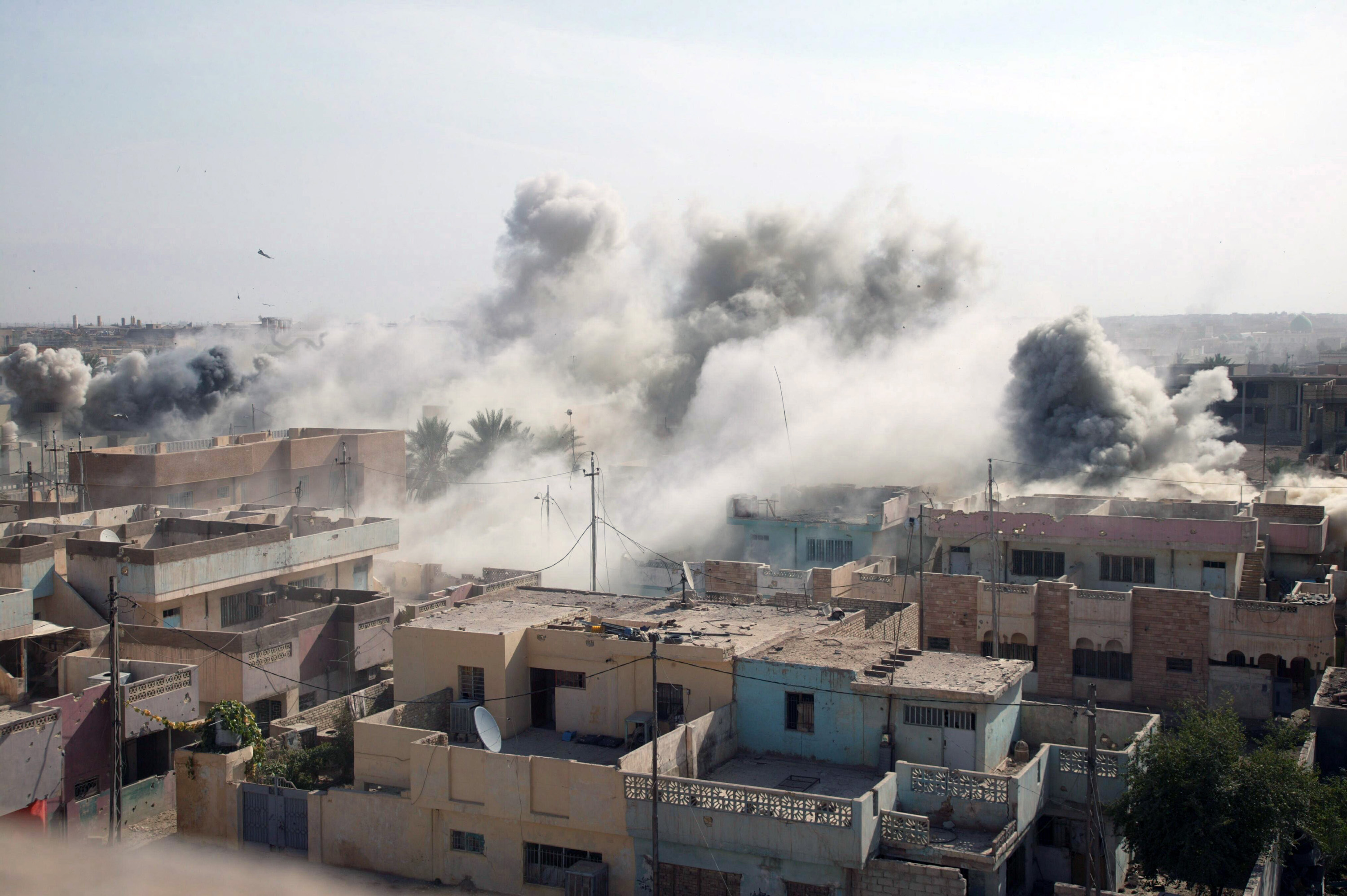
Le résultat d'une frappe aérienne au cours de la deuxième bataille de Fallujah. 1700 Irakiens périrent des frappes aériennes américaines dans la province d'Anbar.

Pour les forces américaines, les abus consistaient généralement soit en une utilisation disproportionnée de leur puissance de feu, soit en des militaires commettant des exécutions extrajudiciaires (comme à Haditha). De nombreuses accusations de violations des droits de l'homme contre les États-Unis avaient un lien avec les première et deuxième batailles de Fallujah. À la suite de l'attaque, l'armée américaine admit avoir utilisé des obus d'artillerie au phosphore blanc, dont l'utilisation n'est pas autorisée dans les zones civiles en vertu de la Convention des Nations Unies sur certaines armes classiques,,. Plusieurs Marines, tous du 3e Bataillon du 1er Marines, furent par la suite inculpés (mais pas condamnés) pour avoir exécuté des prisonniers irakiens,. Certains conseillers britanniques se plaignirent aussi du manque de considération pour les victimes civiles affiché par les Marines. Ils accusèrent aussi les Marines d'avoir utilisé des munitions contenant de l'uranium appauvri qui causèrent des malformations congénitales pendant des années après la bataille,.
Les forces américaines tuèrent également des civils par le biais de bombardements aériens. Entre 2003 et 2007, 1 700 Iraquiens furent tués par des attaques aériennes dans le gouvernorat d'Anbar. Le 19 mai 2004, 42 victimes civiles furent à déplorer près d'Al Qaim lorsque des avions américains bombardèrent par erreur une fête de mariage,,. En novembre 2004, 59 civils furent tués lorsque les États-Unis bombardèrent le centre de santé central de Fallujah. En novembre 2006, une frappe aérienne américaine à Ramadi tua 30 autres civils. Certaines accusations, comme le bombardement présumé d'une mosquée de Falloujah en avril 2004, qui était censé avoir tué 40 personnes, se sont avérées par la suite exagérées ou fausses.
Un nombre inconnu d'Iraqiens à Anbar furent également tués lors d'incidents d'escalade de force (Escalation of Force, EOF), pendant lesquelles les troupes américaines reçurent l'autorisation de tirer sur des véhicules et des personnes irakiens d'apparence suspecte conformément à leurs règles d'engagement. Ces incidents se produisirent généralement aux points de contrôle de la coalition et près des convois de la coalition sur les routes.
 Un officier des affaires civiles rapporta deux incidents distincts à Ramadi où des familles dans des voitures ne s'étaient pas arrêtées au point de contrôle. Dans les deux cas, les soldats de la coalition ouvrirent le feu : dans un cas, le mari fut tué; dans l'autre, l'épouse mourut et un garçon fut grièvement blessé.
D'autres violations des droits de l'Homme concernaient la maltraitance des détenus. Une note d'août 2003 sur les interrogatoires des détenus incita un soldat du 3e ACR à Anbar à répondre que "les gants doivent se détacher". En novembre 2003, l'ancien général irakien Abed Hamed Mowhoush (en) décéda dans un centre de détention près d'Al Qaim : ses interrogateurs de l'armée américaine l'avaient mis dans un sac de couchage et l'avaient battu à mort. En 2005, plusieurs membres de la 82nd Airborne décrivirent comment deux ans plus tôt ils avaient frappé et maltraité des prisonniers dans le Camp Mercury, une base d'opérations avancée près de Fallujah. Les forces de sécurité irakiennes commirent également des exactions. En 2007, un commandant des Marines près de Tharthar découvrit plusieurs cas de soldats irakiens violant des civils et des policiers irakiens torturant des prisonniers.
Enfin, bien qu'il ne s'agisse techniquement pas d'un abus, certains Irakiens avaient l'impression que les Américains étaient indifférents. Plus tard, un dignitaire religieux d'Anbar se plaignit :
« If an American patrol was on the highway, and they saw a dead person, they would just leave him there. And this really started to create hatred toward the American GIs, because they couldn't care less what happened to Iraqis. If they were killed right in front of them, they did not get involved.... When the terrorists attacked the national mosque in 2005... American forces were 200 yards away... and did not interfere. »
« Si une patrouille américaine était sur la voie rapide et qu'elle voyait une personne morte, elle laissait son corps là où il était. Cela a vraiment contribué à créer un ressentiment à l'encontre des GIs américains, parce qu'ils ne se préoccupaient pas de ce qui arrivait aux iraqiens. Si ces derniers étaient tués juste en face d'eux, ils n'intervenaient pas. Les forces américaines étaient à 200 yards (environ 180 mètres)... et n'intervenaient pas. »

### Par les insurgés

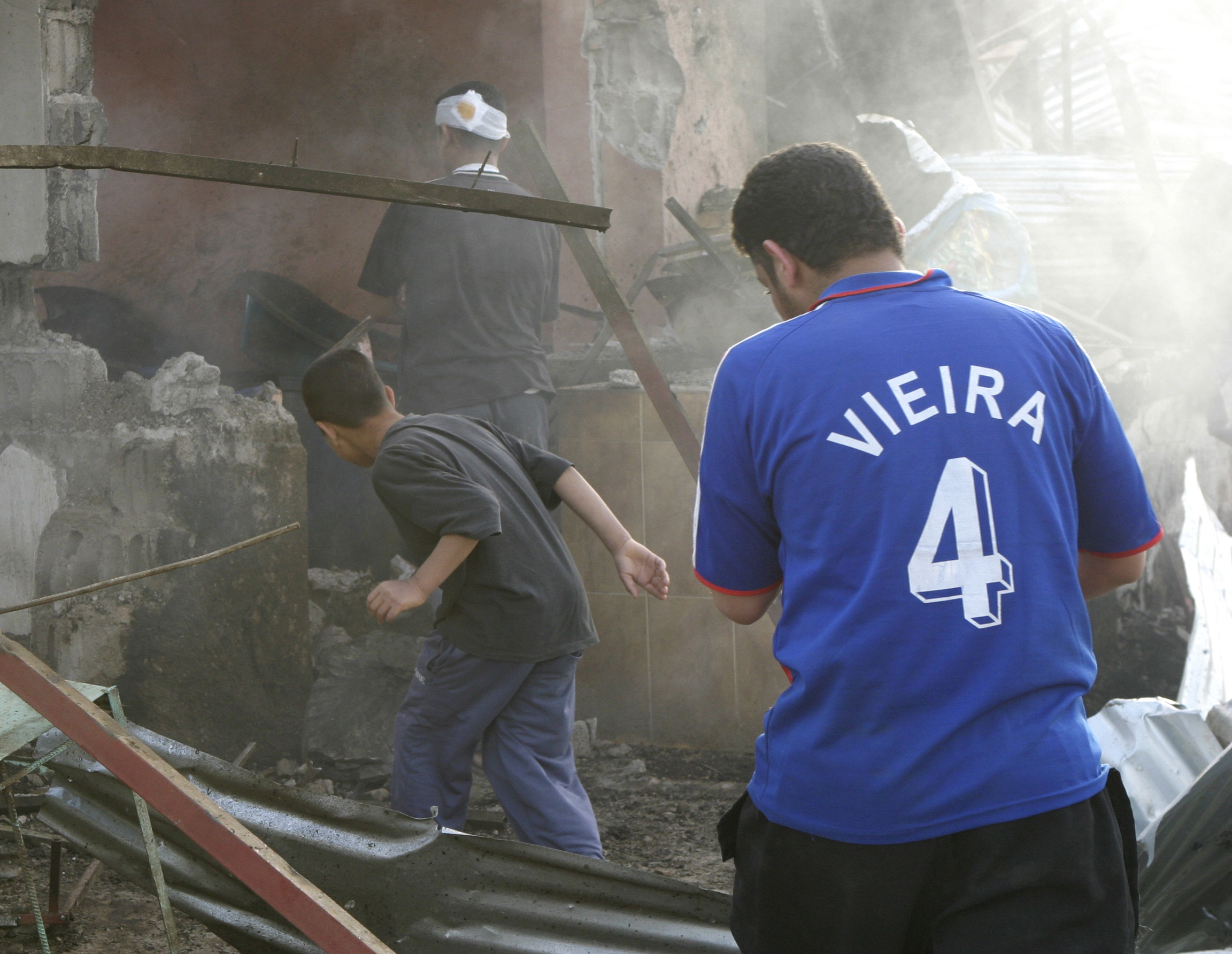
Des civils irakiens au lendemain d'un attentat-suicide à Saqlawiyah en avril 2007. 1400 Irakiens furent tués par des kamikazes à Anbar, dont près de la moitié en 2007 seulement.

Les divers groupes d'insurgés exécutèrent et torturèrent régulièrement des irakiens présumés d'avoir collaboré avec les américains, des Occidentaux capturés, ainsi que des Irakiens qu'ils considéraient insuffisamment religieux. Un chrétien irakien expliqua à Human Rights Watch comment il avait été arrêté par des insurgés à Anbar et sommé de se convertir à l'islam ou de s'exposer à la mort. Un autre chiite irakien a raconté comment des insurgés d'autres pays arabes avaient expulsé de nombreux Kurdes et chiites des villes et en avaient exécuté d'autres,. Après la deuxième bataille de Fallujah, les forces américaines découvrirent des chambres de torture et d'exécution d'Al-Qaïda. Ces dernières avaient été utilisées contre des Irakiens soupçonnés de travailler avec les Occidentaux ou le gouvernement irakien. Certaines chambres contenaient encore des victimes. Certaines exécutions, comme celles de Nicholas Berg et Kim Sun-il, avaient été enregistrées sur bande vidéo par leurs auteurs,. Certains habitants de Fallujah déclarèrent que pendant la bataille, Al-Qaïda avait tiré sur quiconque tentait de partir.
À Haditha, après le retrait des Marines partis combattre à Fallujah, les insurgés "rassemblèrent des dizaines de policiers locaux et les exécutèrent publiquement dans un stade de football". Lorsque les Marines se retirèrent une deuxième fois en 2004, des massacres similaires furent perpétrés sur des policiers locaux,. Ils appliquèrent strictement la Charia : ils cassèrent les doigts des fumeurs, fouettèrent ceux qui buvaient de l'alcool et interdirent aux magasins de vendre des images de femmes. Une femme irakienne de Ramadi déclara qu'Al-Qaïda avait interdit aux femmes de conduire ou de se déplacer seules. AQI abusa aussi des femmes, ce qui les antagonisa auprès de certaines des tribus locales. Des femmes, se faisant passer pour des couturières, furent enrôlées par AQI pour effectuer des reconnaissances chez les habitants et pour signaler la présence de policiers irakiens dans la clandestinité. S'ils ne pouvaient pas trouver la police, ils se contentaient de tuer leurs proches. Ils assassinèrent également d'innombrables Irakiens : médecins, mollahs, diplômés d'université, et même des femmes et des enfants - tous ceux qu'ils pensaient être liés aux Américains. En 2007, les Marines américains découvrirent plusieurs charniers près du lac Tharthar contenant un total de plus de 100 victimes.

### Réactions
D'après le Cheikh Ahmed Abu Risha, beaucoup d'Iraqiens détestait AQI, mais beaucoup d'entre eux avaient peur à l'idée de prendre les armes contre les terroristes. Il dit que l'un des plus gros reproches qui leur était fait était leur incapacité à créer une situation normale, et que des « personnes qui portent des masques ne peuvent pas construire le pays ».
D'autres Cheikhs dirent que ce sont les meurtres de masses en particulier ainsi que les kinappings qui provoquèrent une révolte tribale.
Le dirigeant d'AQI Ayyub al-Masri confirma cette analyse lorsqu'en 2008 il ordonna à ses combattants d'Al-Anbar d'éviter de s'en prendre aux sunnites qui n'étaient pas en collaboration proche des forces occidentales et de "ne pas s'immiscer dans le tissu social".
Toutefois, David Kilcullen n'était pas de cet avis et pensait que les abus eux-mêmes n'avait pas autant constitué un problème que l'ingérence d'AQI dans les affaires des tribus, la croyance qu'AQI était en lien avec l'Iran, et le comportement arbitraitre de leurs généraux. Il ajouta que peu importe ce qui avait provoqué l'éveil d'Anbar, il y avait un sentiment général selon lequel AQI "l'avait bien cherché".
Aux États-Unis, si les incidents tels que les mauvais traitements infligés aux détenus (en) et les meurtres de Haditha firent la une des journaux, de nombreux décès irakiens par les forces de sécurité américaines ou irakiennes ne furent pas pour autant relayés,. Alors que l'armée américaine affirma que "la grande majorité" des morts irakiens étaient causés par d'autres Irakiens, des incidents comme Fallujah et Haditha ont entraîné une rancune de nombreux Irakiens envers les Américains. Cela conduisit d'ailleurs en 2011 à l'indignation en Iraq, lorsque les États-Unis tentèrent en vain de négocier une présence à long terme en Irak qui accorderait l'immunité au personnel militaire américain. Les Irakiens étaient en outre irrités par ce qu'ils percevaient comme une "parodie de justice" face à l'absence de condamnation du personnel militaire américain,. Écrivant au lendemain des tueries de Haditha, le colonel à la retraite de l'armée américaine Andrew Bacevich déclara :
« Who bears responsibility for these Iraqi deaths? The young soldiers pulling the triggers? The commanders who establish rules of engagement that privilege "force protection (en)" over any obligation to protect innocent life? The intellectually bankrupt policymakers who sent U.S. forces into Iraq in the first place and now see no choice but to press on? The culture that, to put it mildly, has sought neither to understand nor to empathize with people in the Arab or Islamic worlds? »
« Qui porte la responsabilitié de toutes ces morts iraqiennes ? Les jeunes soldats qui appuient sur la gâchette ? Le commandant qui établit les règles d'engagement qui privilégient la protection des forces avant l'obligation de protéger des vies innocentes ? Les politiques à bout d'idée qui ont à l'origine envoyé des troupes en Irak et qui maintenant n'ont plus d'autre choix que de continuer ? La culture qui, pour le dire gentiment, n'a jamais cherché à comprendre ou à avoir de l'empathie avec les peuples arabes ou musulmans ? »